# Histoire des Juifs au Maroc

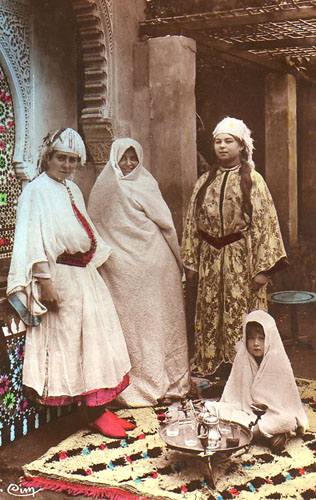
Famille juive à Meknès.

L'histoire des Juifs au Maroc est très ancienne et fut nourrie par diverses vagues de réfugiés à la suite des vicissitudes[style à revoir] et persécutions dont ont été victimes les Juifs au cours de l’histoire.
La présence juive au Maroc est attestée dès le IIe siècle av. J.-C., notamment à Volubilis à l'époque romaine, et y reste présente jusqu'au VIIe siècle apr. J.-C., renforcée par l'arrivée de migrants juifs d'Espagne ayant fui les persécutions wisigothes du VIIe siècle. Avec l'arrivée de l'islam, la population juive passe sous la domination musulmane et se voit imposer le statut de dhimmis. La population juive dite tochavim du Maroc connaît des variations démographiques et politiques jusqu'à être renforcée à nouveau par l'arrivée de migrants juifs de la péninsule Ibérique, forcés de quitter les royaumes d'Espagne et du Portugal durant la Reconquista ; ce sont les megorachim.
Si la communauté juive s’est trouvée forte de plusieurs centaines de milliers d’individus jusqu’au XXe siècle, où elle est principalement regroupée dans les mellahs, elle s’y est réduite pour en compter actuellement environ 800.
Cependant, la communauté juive marocaine entretient de bonnes relations avec les autorités du royaume du Maroc, de nombreux rabbins et chefs de communautés juives à travers le monde étant invités chaque année à la célébration du trône qui a lieu le 30 juillet.

## Antiquité

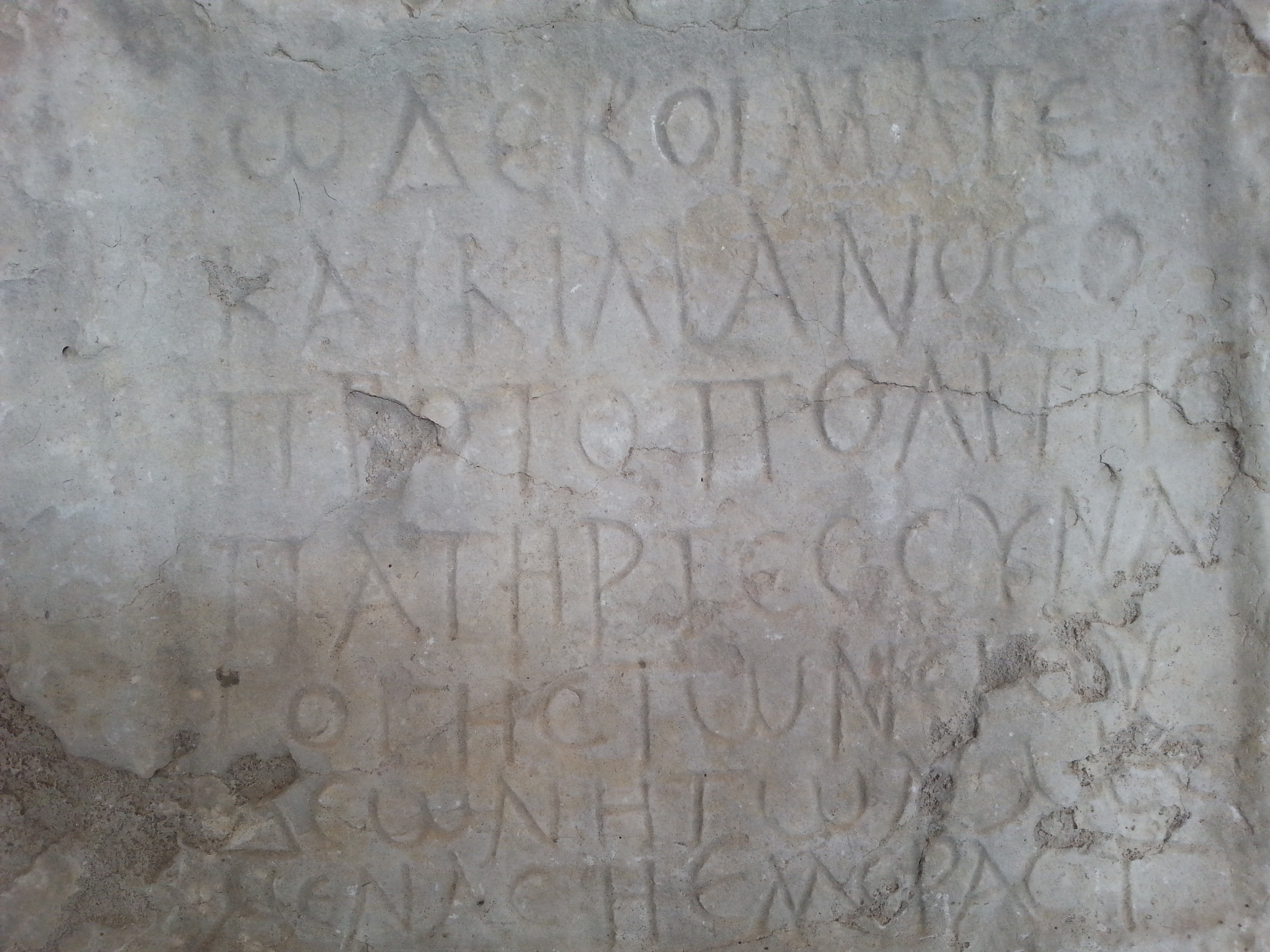
Inscription funéraire au nom en grec de Caecilianos, mort à l'âge de quarante-cinq ans, huit mois, trois jours. Le défunt est qualifié de protopolite (προτοπολίτης) de la communauté juive de Volubilis et père de sa synagogue. Calcaire (IIIe siècle).

Diverses suppositions d'une installation précoce ont été faites, sans apport de preuves : émigration sur les bateaux des Phéniciens (entre -1500 et -600), suites du siège de Jérusalem (587/586 av. J.-C.) (destruction du Premier Temple de Jérusalem, exil à Babylone, première diaspora), Siège de Jérusalem (70) (destruction du Second Temple de Jérusalem, deuxième diaspora).
Le plus ancien témoignage épigraphique remonte au IIe siècle av. J.-C., s’agissant essentiellement d’inscriptions funéraires en hébreu et en grec trouvées dans les ruines de la Volubilis romaine. Des villes, comme Azemmour, Meknès, Salé (Sala Colonia, Chellah) près de l'actuelle Rabat et Larache (ancienne Lixus), deviennent des centres importants de négoce pour les juifs du Maroc, dits tochavim, pratiquant le commerce de l’or et du sel.
Au début de l’ère chrétienne, les Romains envahissent la région et donnent au nord du Maroc (et à une partie de l’Algérie occidentale actuelle) le nom de Maurétanie tingitane (de Tingis, ancien nom de Tanger qui en était la capitale). Des traces archéologiques indiquent une présence juive dans cette contrée, probablement liée au commerce méditerranéen.

## Période préislamique
À partir de l’an 429, les Vandales du roi Genséric commencent à envahir la Maurétanie, et vers 430, chassent les Romains de l’Africa romana. Les Vandales trouvent dans les Juifs des alliés solides et ceux-ci connaissent une liberté de culte pendant un siècle.
En 533, le général Bélisaire, envoyé en Afrique par l’empereur byzantin Justinien pour chasser les Vandales, envahit la région et y impose les lois de l’Empire byzantin. Les Juifs vont alors connaître une période très sombre, entre brimades et conversions forcées, culte restreint et persécutions. Néanmoins, cela n’empêchera pas la migration vers cette région des Juifs de la péninsule Ibérique fuyant la répression exercée par les rois wisigoths d’Espagne (devenus catholiques) dès le début du VIIe siècle (avec le roi Sisebut).
Selon l’historien Ibn Khaldoun, à la veille de la conquête musulmane du Maghreb, plusieurs tribus berbères pratiquaient le karaïsme. Il rapporte : « Une partie des Berbères professait le karaïsme, religion qu’ils avaient reçue de leurs puissants voisins, les Israélites de la Syrie. Parmi les Berbères juifs, on distinguait les Djeraoua, tribu qui habitait l’Auras et à laquelle appartenait la Dihya (Kahena), reine guerrière berbère qui fut tuée par les Arabes à l’époque des premières invasions. Les autres tribus juives étaient les Nefousas, Berbères zénètes de l’Ifrikïa, les Fendelaoua, les Medîouna, les Behloula, les Ghîatha et les Fazaz, Berbères du Maghreb-el-acsa (actuel Maroc) ».
Mais d’après Gabriel Camps, les deux tribus berbères, Djerawa et Nefzaouas, étaient de confession chrétienne avant l’arrivée de l’islam.

## De la conquête musulmane à la chute de Grenade

### De la conquête à la période almoravide
Au VIIe siècle, les Arabes avaient tenté au Maghreb extrême plusieurs expéditions sans lendemain. Mais c’est au début du VIIIe siècle que le gouverneur d’Ifrikya (correspondant à la Tunisie et à l’est algérien actuels), Moussa Ibn Noçaïr occupa définitivement Tanger, poussa jusqu’à Sijilmasa (l’actuelle Rissani) et imposa l’Islam aux tribus berbères. Mais le mouvement kharidjite, va se répandre dans ces tribus et nourrir de nombreuses insurrections contre les armées arabes de Kairouan, représentantes du califat. Dans cette période agitée, des Juifs habitent dans les capitales des royaumes kharidjites, notamment Tlemcen et Sijilmasa.
Présents déjà en l’an 789 sur le premier emplacement de la cité fondée par Idris I, près des sources chaudes de Sidi Hrazem, des Juifs se retrouvent près de 20 ans plus tard dans le nouveau site définitif, promu au rang de capitale du royaume par Idris II en 808. Ils provenaient d’Andalousie ou d’Al- Qayrawan (Kairouan), comme une grande partie de la population musulmane, en dehors d’éléments autochtones venus d’autres coins du pays.

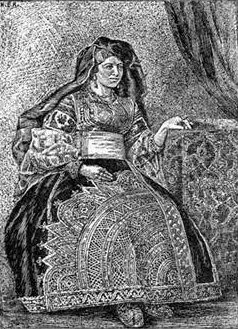
Juive marocaine (1901-06)

À la fin du VIIIe siècle, un autre opposant au califat, Idris Ibn Abdallah, descendant de l’Imam Ali, est accueilli par la tribu des Awarba et fonde la ville de Fès, qui devient, par la suite, la capitale du royaume de ses successeurs, les Idrissides. À l’arrivée de Moulay Idriss, plusieurs familles juives se trouvaient déjà, dit-on, installées à Zouagha, à l’emplacement où devait naître la ville de Fès. Dès le début du IXe siècle, des Juifs venus d’Andalousie s’installent à Fès où ils cohabitent avec des Juifs autochtones, et paient l’impôt de capitation, la jizyah.
Après l'avènement des Fatimides à Kairouan et leur domination de la Syrie jusqu’à Fès et Sijilmasa, au Maroc central, le Maghreb connait une période de prospérité favorable au commerce, qui rejaillit sur les communautés juives urbaines et favorisent leur développement. Mais, à ces périodes favorables succèdent des périodes de crises, de révoltes, de luttes entre tribus berbères et pouvoir central, ou de simples rivalités politiques qui émaillent l’histoire du Maghreb du IXe au XIe siècle. Les Juifs s’efforçaient de rester à l’écart de ces événements mais étaient souvent pris pour cible ou entrainés dans ces crises, notamment pour la communauté de Fès : déportation en 979, massacre de six mille Juifs par un cheikh berbère qui saccagea la ville en 1032-1033.
Au milieu du XIe siècle, des berbères nomades sahariens, les Almoravides, lancent une croisade religieuse et militaire pour imposer une orthodoxie malékite rigoureuse. Sous la direction de leur chef Youssef Ibn Tachfin, ils conquièrent Sijilmasa, fondent la ville de Marrakech (vers 1060), prennent Fès, Tlemcen, Oran, Alger. En 1086, appelés à l’aide par les musulmans d’Espagne, ils écrasent l’armée d’Alphonse VI de Castille. Puis ils consolident leur empire qui s’étend de Valence au Sahara et de l’Atlantique à Alger. Les Juifs sont tolérés dans leur statut de dhimmi et paient l’impôt de capitation, la Jizia. Mais la rigueur religieuse des Almoravides n’a pas, semble-t-il, entraîné de persécutions religieuses et la diffusion de la civilisation arabo-andalouse dans le Maghreb occidental a contribué à la tolérance et à la symbiose entre les religions. Des courants d’échanges vers l’Espagne et notamment Cordoue se développent et contribuent à l’essor intellectuel des communautés. C’est l’époque de Rabbi Isaac ben Jacob Alfassi, qui quitte Fès pour Cordoue en 1088, des correspondances avec Rachi de Troyes. C’est bien un Âge d’Or qui s’épanouit.
En 1140, la prise de Sijilmasa par les Almohades et les conquêtes qui suivirent, s’inscrivent comme une rupture tragique.

### Les persécutions des Almohades et l'assimilation forcée d'une partie de la communauté

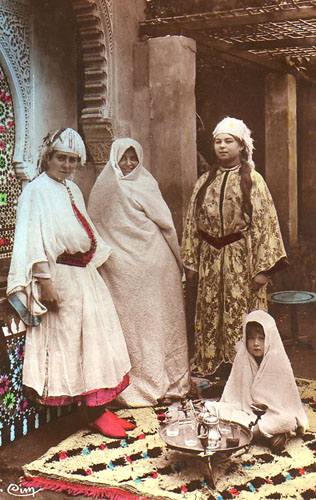
Juives de Meknès (1920)

Au début du XIIe siècle apparaît dans des tribus berbères, montagnardes et sédentaires installées dans l’Anti-Atlas marocain, un personnage charismatique qui va imposer une morale rigoureuse et puritaine ainsi qu’une théologie farouchement monothéiste privilégiant le retour aux sources primordiales de l’Islam. Utilisant la langue berbère pour diffuser ses idées et s’appuyant sur un cercle restreint de fidèles, celui qui devient le « Mahdi » Ibn Toumert va révolutionner durablement le rapport à la religion des Berbères. Après sa mort vers 1128, son plus proche fidèle, Abd al-Mumin prend le titre de Calife en référence au premier compagnon du Prophète Abou Bakr, cinq siècles auparavant.
Sous la direction d’Abd al-Mumin, les tribus Almohades vont, en une vingtaine d’années, renverser l’Empire Almoravide, étendre leur puissance sur le Maghreb entier et sur l’Espagne méridionale et imposer un Islam rigoureux, intolérant et extrémiste qui perdurera longtemps après leur chute au début du XIIIe siècle.
La doctrine du Mahdi ne pouvait que renforcer l’intolérance à l’égard des autres religions du Livre. Comme le note André Chouraqui[réf. souhaitée], les Almohades soulignaient le fait que cinq cents ans après l’apparition de Mahomet, de toute évidence, le Messie d’Israël n’était pas encore venu et que, d’une manière non moins certaine, le Christ n’était pas revenu. Juifs et chrétiens ne pouvaient plus longtemps persévérer dans leur erreur et n’avaient plus que le choix entre l’Islam et la mort. L’application de cette politique au fur et à mesure des conquêtes marocaines installa une terreur profonde et provoqua de nombreuses conversions forcées mais aussi des exécutions : un document mentionne l’exécution de 150 Juifs à Sijilmasa, le chef de la communauté juive de Fès, rabbi Juda Hacohen ibn Shoushan est exécuté en 1165. Certaines familles juives parviennent pourtant à s’enfuir, notamment celle de Maïmonide.
Dans d’autres régions du Maghreb, les Juifs sont autorisés à s’exiler. Après les grandes vagues de conquête, l’attitude des Almohades devient moins intransigeante. Des synagogues sont rouvertes, des familles converties reviennent à la pratique du judaïsme après deux ou trois générations. Au XIIIe siècle, un document de la Gueniza du Caire indique la présence de dix-sept communautés juives au Maroc. En 1232, on constate l’existence d’une communauté juive à Marrakech. Mais cette tolérance reste fragile : ainsi, la dynastie des Almohades impose aux Juifs le port d'un manteau bleu et large dès le XIIe siècle ; le port d’un vêtement distinctif est encore imposé aux Juifs par le calife El Mansour au XVIe siècle, et lorsque des émeutes éclatent, les émeutiers s’en prennent souvent aux Juifs, comme à Fès en 1276, où quatorze Juifs sont massacrés.

### 1391 et 1492: les grandes vagues d'immigration des Juifs d'Espagne

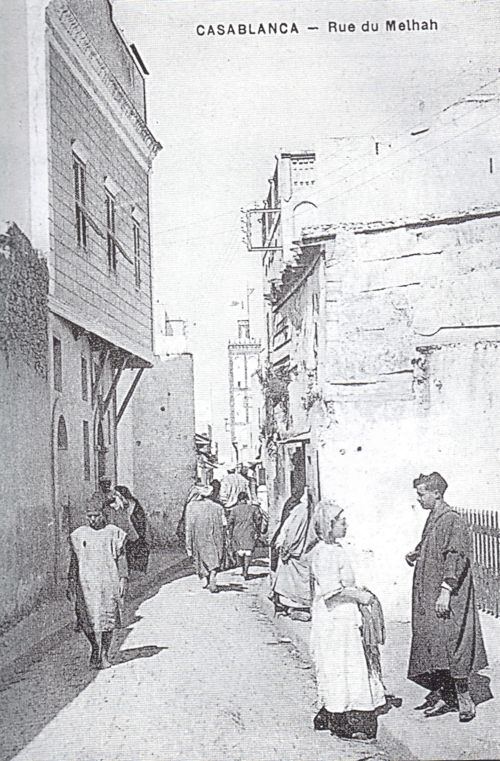
Mellah de Casablanca (début XXe siècle).

Entre 1391 et 1492, les communautés juives de la péninsule ibérique subissent des persécutions en Espagne, après la Reconquista. Elles commencent dès 1391, notamment en Catalogne, Aragon et à Majorque entraînant l'exil de Juifs vers l'Afrique du Nord. Avec la prise de Séville en 1391, ils s'établissent à Meknès, Debdou et Fès.
En 1438, les Juifs de Fès sont confinés dans un quartier réservé, le premier mellah.
C'est en 1492, après le décret de l'Alhambra, que se déroule la plus importante migration de Juifs séfarades vers le royaume du Maroc. Les Juifs séfarades et leurs traditions vont exercer une importante influence au Maroc. Les vagues d'immigration au Maroc touchent Tanger, Tetouan, Fès et Meknes au nord du pays puis Rabat, Salé, Mogador sur la côte atlantique. Après l'expulsion des Juifs du Portugal en 1496, des marranes portugais se joignent à ce mouvement d'émigration.
Si le souverain marocain Mohammed ach-Chaykh accueille bien les réfugiés juifs (Megorachim, de l'hébreu מגורשים « renvoyés »), leur situation est très difficile du fait du brigandage qu'ils subissent mais aussi du mauvais accueil de leurs coreligionnaires déjà établis au Maroc, appelés les Toshavim (de l'hébreu : תושבים, « résidents »). Sur fond de rivalité commerciale et de technicité supérieure des Megorachim (ils développent particulièrement le processus de fabrication du sucre de canne), les Tochavim questionnent la foi des Megorachim. Finalement, les Megorachim imposent progressivement leurs institutions et traditions religieuses aux Juifs autochtones là où ils s'implantent. Dans les communautés du nord du Maroc, à Tétouan, et à Tanger, les Megorachim assimilent complètement les Tochavim. C'est aussi là que se développe la branche occidentale du judéo-espagnol, la haketia, fondée sur l'espagnol, l'hébreu et l'arabe et différente du ladino, parlé dans l'Empire ottoman.

## XVIe–XVIIesiècles

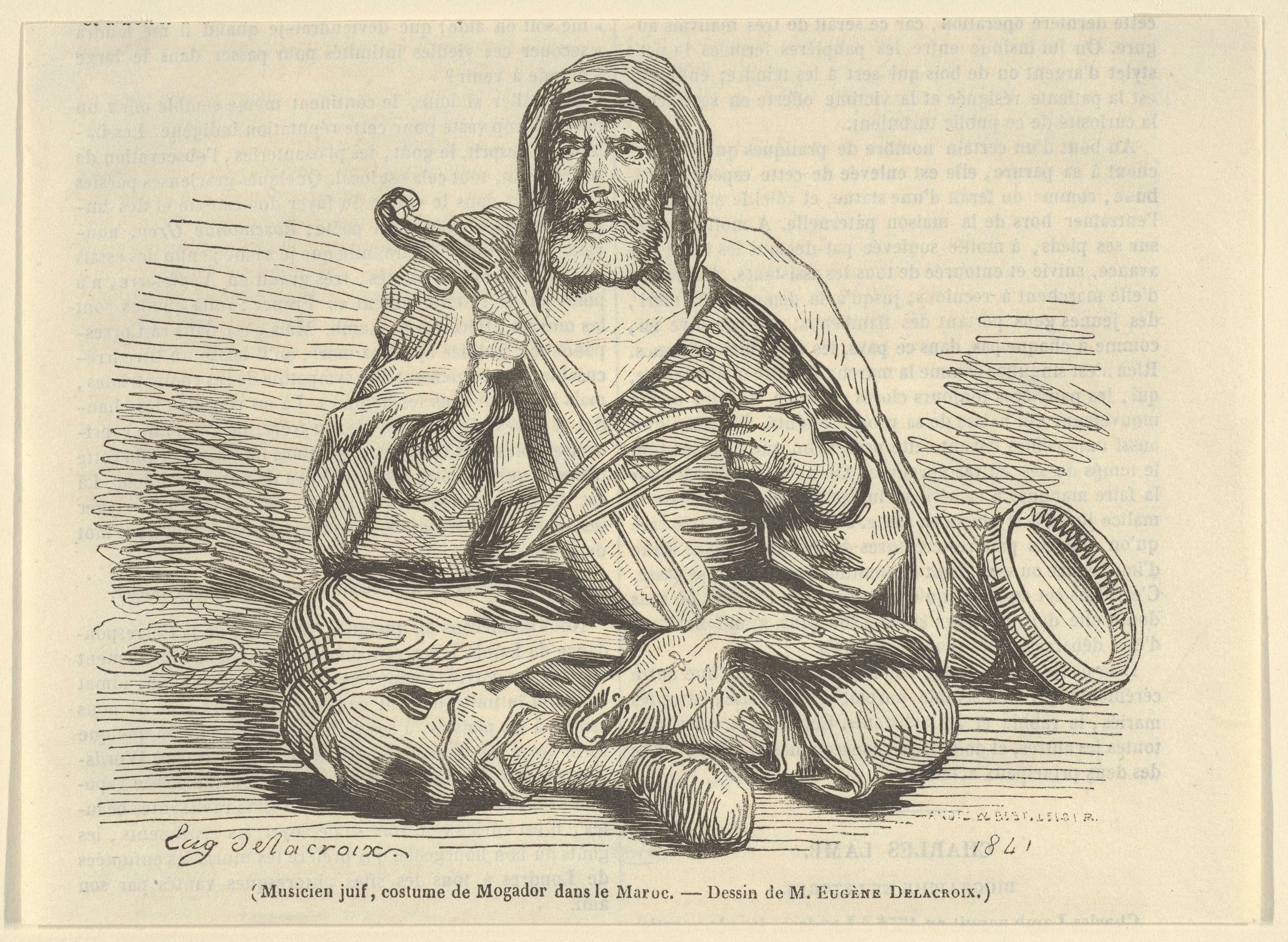
Musicien juif de Mogador, E. Delacroix (1842)

Une petite élite de commerçants et d'artisans se développe rapidement particulièrement dans les professions interdites aux musulmans : l'orfèvrerie et le commerce des métaux précieux, les métiers de la vigne et le commerce maritime. Il y avait même des banquiers de cour qui avaient reçu le titre de « marchands du sultan ». Cependant, la vaste majorité des Juifs était très pauvre et souffrait de la sécheresse prélude aux famines et aussi aux surcroîts d'impôts. Toutefois, l'infortune qui pouvait frapper une communauté en épargnait d'autres et alors que la faim ou les persécutions frappaient Fès ou Meknès, les communautés de Debdou - les Juifs y étaient majoritaires et gouvernaient cette ville - ou de Marrakech étaient prospères.
Les masses juives du Maroc étaient religieuses et pieuses. Des milliers de juifs fréquentaient les lieux de pèlerinage, aussi vénérés par les musulmans. Dans les milieux éduqués, on trouvait une inclination vers le mysticisme et l'étude de la Kabbale, principalement du Zohar. Le faux messie, Sabbataï Tsevi, eut un succès certain au Maroc.

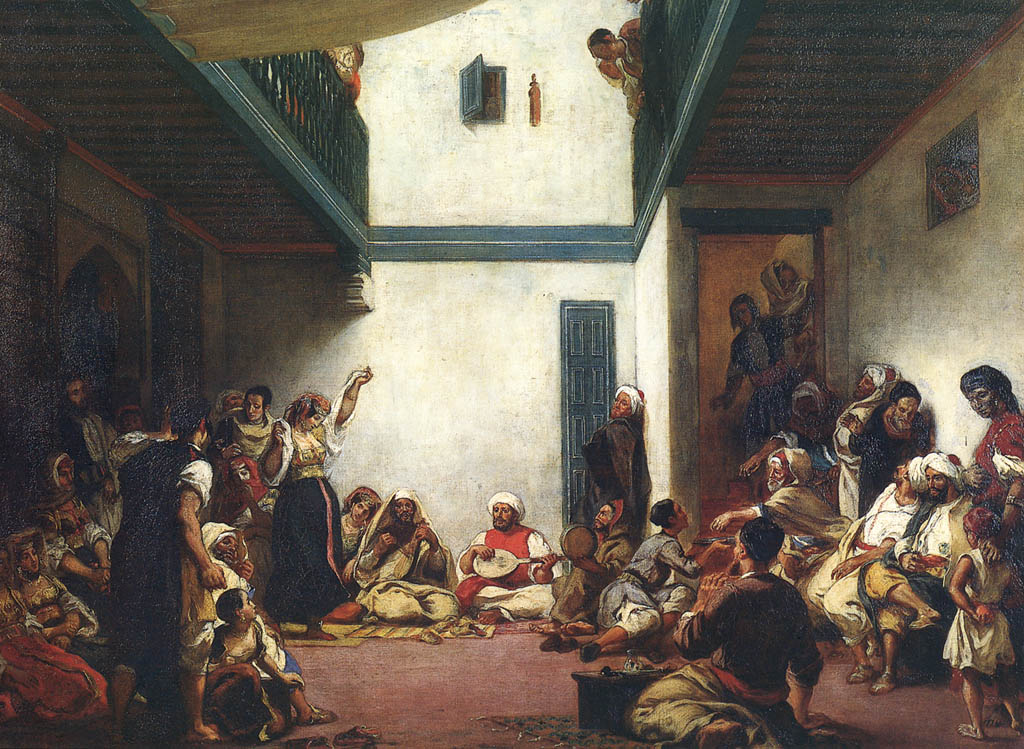
Mariage juif à Meknès, par Eugène Delacroix, Louvre, Paris.

Des financiers et marchands juifs supportent le sultan du Maroc dans son combat contre les prétentions portugaises à la domination du Maroc et les Juifs célèbrent comme un nouveau Pourim la victoire d'Abd el-Malik contre le roi Sébastien Ier du Portugal dans la bataille des Trois Rois en 1578.
Au XVIIe siècle, des familles juives européennes principalement de Livourne et de Hollande s'établissent au Maroc et servent d'intermédiaire entre Anglais (qui occupaient Tanger) et Marocains. Inversement, des Juifs marocains choisissent alors l'émigration vers la Terre Sainte, l'Égypte, la Turquie, l'Europe du Nord ou les Amériques. Des Juifs soutiennent Moulay Rachid, le premier sultan alaouite dans sa prise du pouvoir en 1667, ainsi que dans celle de son frère et successeur Moulay Ismaïl en 1672.

## XVIIIe–XIXesiècles
Les 30 ans de troubles qui suivent la mort de Moulay Ismaïl amènent de nombreux juifs à quitter leur village pour les mellahs de Meknès et de Fès où les taudis se multiplient. Les juifs les plus dynamiques émigrent vers les villes commerçantes et Rabat, Safi et surtout Marrakech remplacent Fès et Meknès comme centres rabbiniques.

### L'essor d'Essaouira et destujjar al sultan

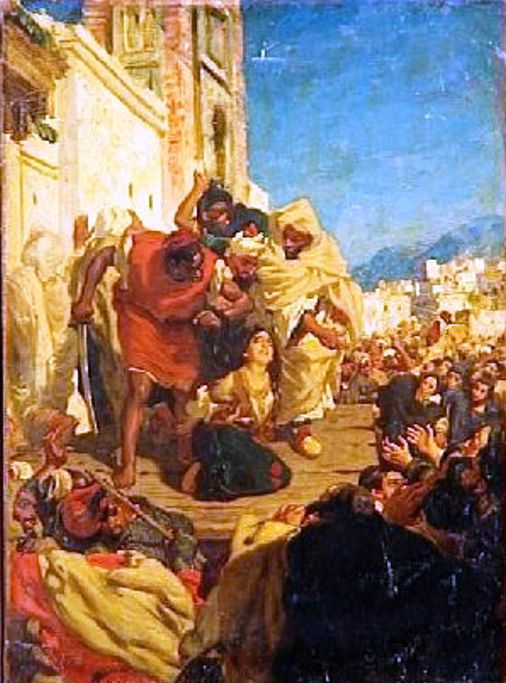
Exécution d'une juive (Sol Hachuel) au Maroc, A. Dehodencq (1860).

Mogador (Essaouira) est fondée en 1764 par le sultan Mohammed III (1757 - 1790) qui y appelle immédiatement des Juifs. Il permet aux Juifs de Mogador de prendre une place dominante dans le commerce international du Maroc tandis que la communauté d'Agadir se spécialise dans le commerce saharien.
Sous Mohammed III, des Juifs - dont le nombre atteint plusieurs milliers - obtiennent, particulièrement à Mogador, le statut de « protégés » qui leur donne des droits négociés sous l'égide des puissances européennes et durant tout le XIXe siècle, des juifs seront les correspondants commerciaux des Européens au Maroc. Mohammed III fait venir de nombreuses familles juives à Mogador en leur octroyant un statut fiscal privilégié par rapport aux autres Juifs au point qu'il y a eu 6 000 Juifs à Mogador en 1785. L'idée est de développer une nouvelle ville ouverte sur l'océan et pouvant commercer avec le monde et l'Europe en particulier. Ces marchands reçoivent le titre par décret royal (dahir) de « tujjar al Sultan » (marchands du sultan) et bénéficient de privilèges particuliers : avances de fonds, logements et entrepôts dans la Casbah. Dès la fondation de la ville, une classe importante de grands marchands juifs se forme à Mogador et finit par attirer des Juifs de l'ensemble du royaume et parfois d'Algérie, d'Espagne, d'Italie ou d'Angleterre (par exemple les Sebag, Pinto ou Corcos de Marrakech, les Aflalo et Pénia d’Agadir, les Aboudarham, Hadida et Israël de Tétouan mais aussi les Lara d’Amsterdam ou les Cohen-Solal et Boujnah, d’Algérie et les Juifs berbères comme les Mellul du Souss, Levy de Demnate ou les Malka d'Imintanoute).
Le court règne de Moulay Yazid (1790 - 1792) est catastrophique pour les Juifs et particulièrement les notables juifs ou musulmans : pillages et meurtres par des soldats frappent de nombreuses communautés à Tétouan, Larache, Taza, Fès, Meknès et ailleurs. Les conseillers juifs du précédent sultan furent tués. Le règne de son successeur Moulay Slimane (1792 - 1822) apporte un certain répit aux Juifs mais sous son règne, le système des mellahs est étendu aux communautés de Tétouan, Rabat, Salé, Azemmour et Mogador, même si quelques familles notables de Mogador furent autorisées à vivre hors des mellahs.

#### Discriminations et persécutions

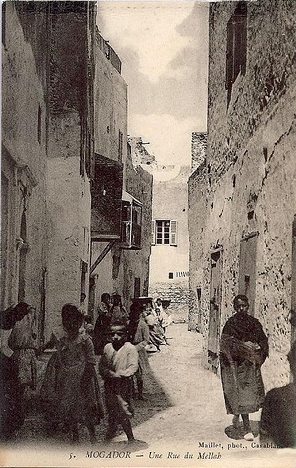
Rue du mellah, Mogador (1910-30)

En 1845, il y a quelque 200 000 Juifs au Maroc qui se dévouent à l'étude et à la méditation des livres sacrés mais qui, en tant que dhimmis perclus d'impôts, subissent depuis longtemps oppressions, injures et humiliations de la part des musulmans : sortis du mellah, les Juifs se doivent de marcher constamment nu-pieds hiver comme été ; ils doivent porter des vêtements d'une couleur discriminatoire même au bain public, leur monture ne peut être le noble cheval, ils ne peuvent se défendre contre les musulmans qui les agressent ou les accusent arbitrairement d'avoir insulté l'islam, ce qui est passible de mort… Il s'interdisent ainsi toute réaction aux outrages (allant jusqu'aux émeutes, violences, viols, rapts d'enfants pour les convertir) pour protéger leur communauté contre laquelle la répression serait féroce : « Dans leurs relations avec les musulmans, les Juifs n’étaient pas égaux devant la loi », d'autant que le témoignage d'un dhimmi n'est pas recevable,. D’une manière générale, les différentes sources montrent que « leur condition était partout mauvaise avec des degrés de gravité… selon le contexte politique, la conjoncture économique et la localisation géographique ; nulle part, elle n’était bonne ou acceptable »,.

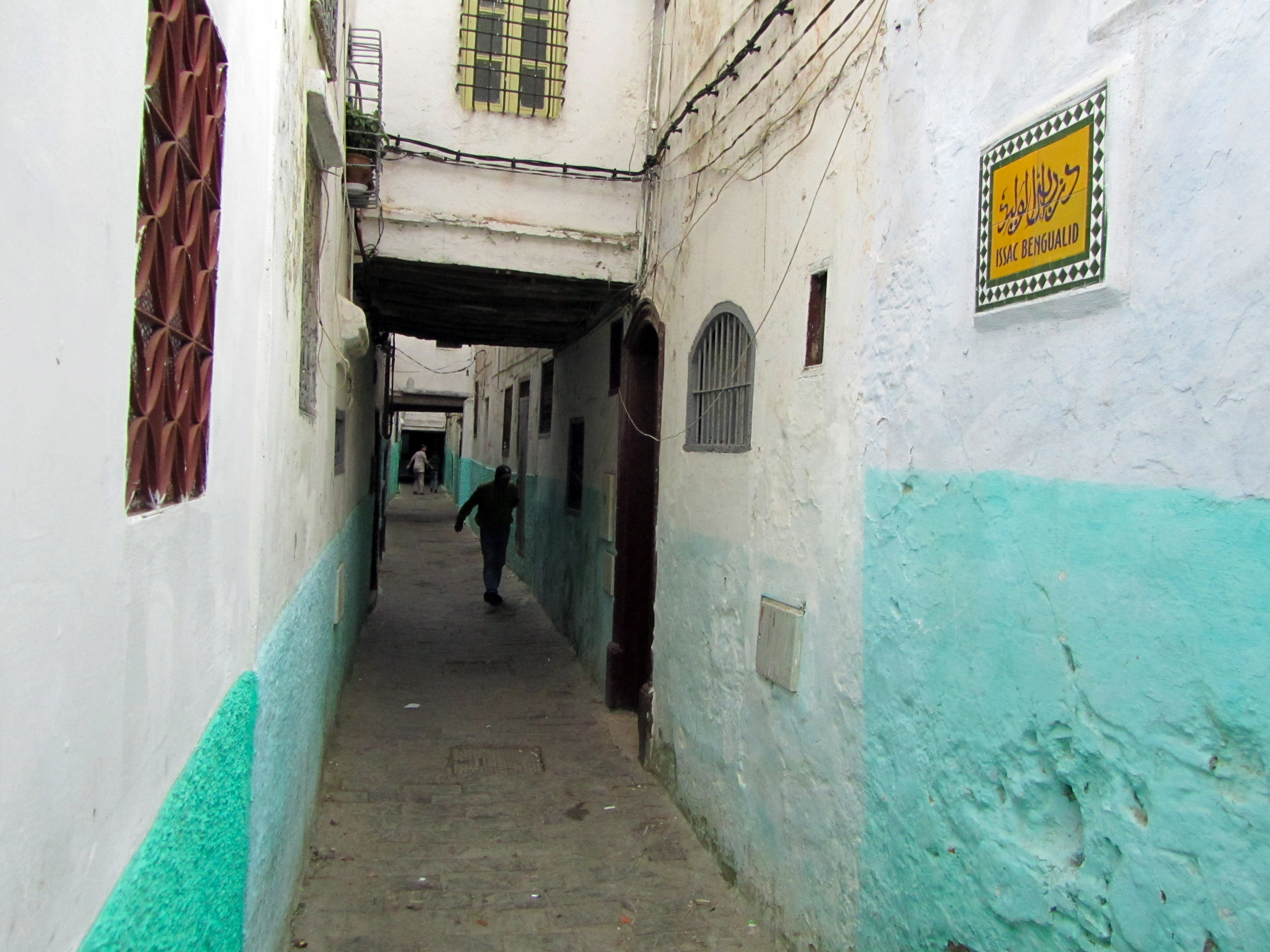
Rue Isaac Bengualid à Tétouan, du nom du rabbin de la ville Itzchak ben Walid (dit Le Ribo) (1777-1870)

Les « marchands du sultan » connaissent un nouvel essor avec le règne de Moulay Abderrahmane (1822 - 1859). Cette communauté, en plus d’être un pont entre l’intérieur du Maroc et l'Europe, développe de grandes relations avec l'Angleterre en particulier. Des Juifs locaux deviennent consuls au Maroc pour différents pays européens. La conséquence en est que les Marocains accusent les Juifs d'être des agents de l'influence européenne au Maroc et lors de la guerre hispano-marocaine de 1859 - 1860, la communauté juive de Tétouan subit un pogrom et de nombreux Juifs fuient à Gibraltar. En 1868, les rabbins Yitzchak Nahon et Yitzchak ben Walid écrivent une lettre à Montefiore lui demandant de l'aide face à la violence contre les juifs au Maroc, à l'occasion du meurtre brutal de deux femmes juives à Tétouan.
Les conversions à l'islam sont légion : une publication de 1901 rappelle l'existence à Rabat du mellah reconstruit vers 1811, où se trouvent de nombreux marchands juifs et seize synagogues au début du XXe siècle. Elle indique également que peuple de Salé se moque des Rabatais en les accusant de descendre de Juifs qui ont dû embrasser la foi de Mahomet ; ainsi, les familles aristocratiques se marient rarement avec « les Maures de Rabat ».

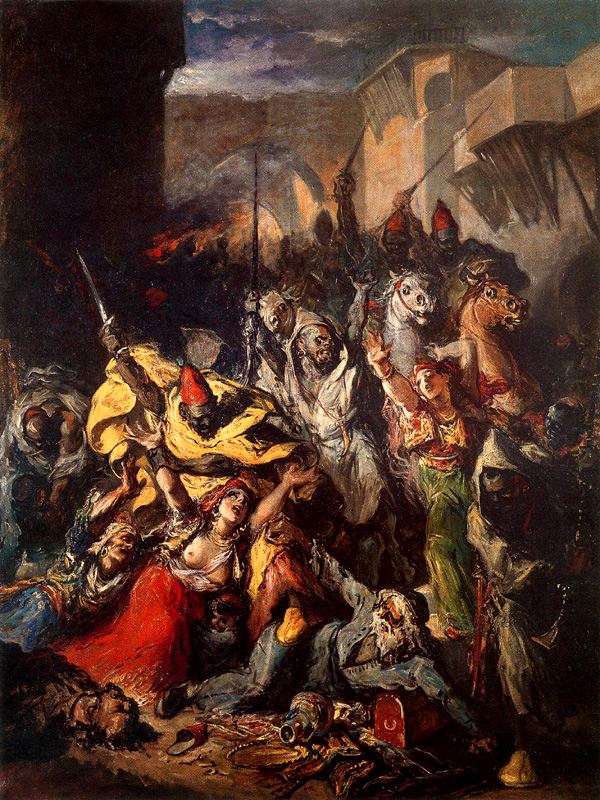
Assaut du quartier juif de Tanger, F. Lameyer y Berenguer (av. 1871)

La condition des juifs était pire dans l'intérieur du pays (bled es siba) que dans les villes côtières. Aussi Moïse Montefiore vient-il plaider la cause des Juifs auprès du sultan Mohammed IV (1859-1873) qui publie en février 1864 un dahir (décret) accordant aux Juifs l'égalité des droits avec tous les Marocains - décret qui ne fut pas respecté par les caïds et les pachas, ce qui amena une protestation du consul général des États-Unis et le renforcement des protections consulaires par la France et les autres puissances européennes. Malgré ces mesures, l'explorateur Charles de Foucauld , pourtant peu philosémite dans sa description des Juifs marocains et qui s'était fait passer lui-même pour un juif lors de son exploration du Maroc, alors interdit aux chrétiens, accompagné du rabbin et explorateur Mardochée Aby Serour, peut encore écrire en 1884 que « Les Israélites…, aux yeux des musulmans, ne sont pas des hommes… »,. Il précise plus loin cette situation fortement apparentée à l'esclavage, :

« Tout Juif du bled es-siba appartient corps et biens à son seigneur, son sid […] il lui est échu par héritage, comme une partie de son avoir, suivant les règles du droit musulman ou les coutumes imaziren […] il [lui] est lié pour toujours, lui et sa postérité. Le sid protège son Juif contre les étrangers comme chacun défend son bien. […] Le Juif mène la vie la plus pauvre et la plus misérable, il ne peut gagner un liard qui ne lui soit arraché ; on lui enlève ses enfants. Finalement, on le conduit lui-même sur le marché, on le met aux enchères et on le vend […] ou bien on pille et on détruit sa maison et on le chasse nu avec les siens. On voit des villages dont tout un quartier est désert [:] il y avait là un mellah et […] les sids, d’un commun accord, ont tout pris à leurs Juifs et les ont expulsés. Rien au monde ne protège un Israélite contre son seigneur ; il est à sa merci. Veut-il s'absenter, il lui faut une autorisation ; sa famille doit rester auprès du sid pour répondre de son retour. Veut-il unir sa fille à un étranger […], force est au fiancé de la racheter du seigneur au prix qu’il plaira à ce dernier de fixer […]
Le Juif, tout enchaîné qu’il est, peut s’affranchir et quitter le pays, si son sid l’autorise à se racheter […]. II fixe alors le prix du rachat, soit en bloc pour toute la famille, soit pour chaque membre en particulier : la somme exigée est la plus grande partie de la fortune présumée du Juif. […] S’il ne veut ou ne peut donner ce qu’on lui demande, […] il ne lui reste qu’un moyen, la fuite. […] Le Juif qui se sauve est en danger mortel. Son seigneur, dès qu’il apprend son départ, se jette à sa poursuite ; s’il le rejoint, il le tue comme un voleur qui lui emporte son bien. Lorsque la fuite a réussi, le Juif évitera, lui et ses descendants, pendant plusieurs générations, d’approcher même de loin de son ancienne résidence […]. Il est des exemples d’Israélites dont l’aïeul s’était sauvé et qui, à plus de quatre-vingts ans de distance, ont été ramenés enchaînés au pays de leurs ancêtres par le descendant de leur seigneur. Ce droit permet parfois d’étranges choses […].
La contrée où j’ai vu les Israélites les plus maltraités et les plus misérables est la vallée de l’Ouad el Abid, d’Ouaouizert à Tabia. J’y ai trouvé des Juives enfermées depuis trois mois chez leur seigneur parce que le mari ne pouvait payer certaine somme. Là les coutumes fixent à 30 francs l’amende du Musulman qui a tué un Juif. Il les doit au sid du mort, et n’a d’autre peine ni d’autre dommage. Dans cette région, les Israélites ne font point de commerce : dès qu’ils possèdent quelque chose, on le leur arrache; ils ne peuvent être orfèvres : l’argent manque ; tous sont cordonniers. Traités comme des brutes, le malheur en a fait des êtres sauvages et féroces ; ils se battent, se blessent, se tuent journellement […] »

### Début d'émancipation et début d'émigration

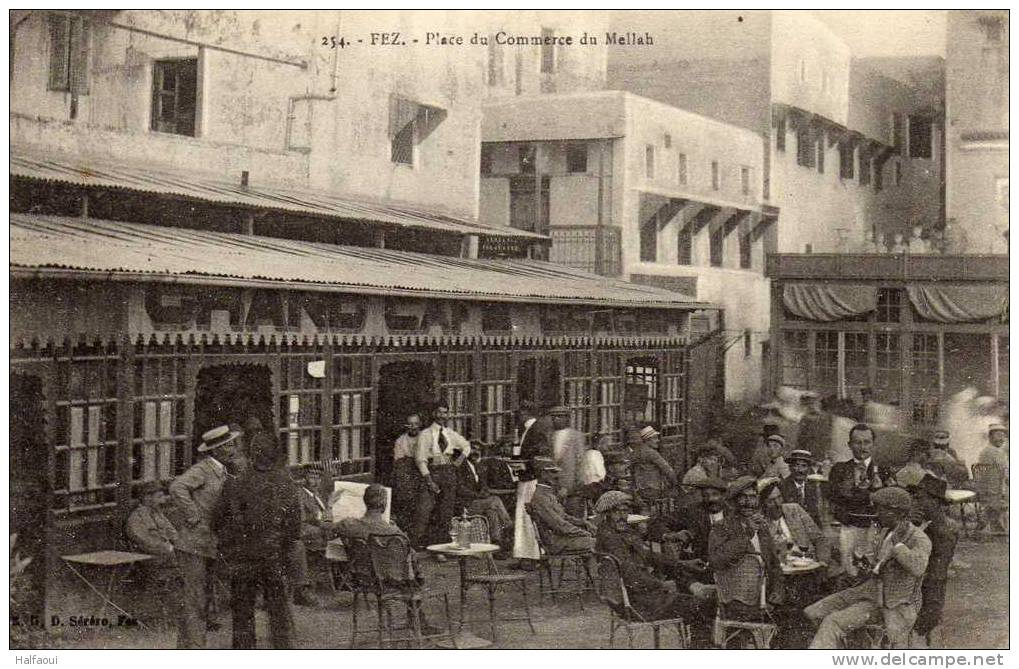
Place du Commerce du mellah, Fès (1912)

Le règne de Hassan Ier (1873 - 1894) et la régence de Ba Ahmed (1894 - 1900), au moins jusqu'à 1900, apportent un peu de tranquillité aux Juifs marocains. Des notables juifs marocains, certains religieux comme le rabbin tétouanais (he) Yitzchak ben Walid, avaient favorisé la création des écoles de l'Alliance israélite universelle (AIU), à partir de 1862 et avec une première école de garçons à Tétouan.
Avant le protectorat français, des services postaux privés furent créés par des Juifs dans des villes côtières, d'abord par Isaac Brudo à Mazagan, puis à Tanger, Tetouan, Mogador et autres. Ce sont les "Postes locales" du Maroc, très recherchées des collectionneurs, qui ont fonctionné entre 1890 et 1910. Elles avaient leurs propres timbres, leurs oblitérations, leurs recommandations et leurs assurance, et plis et colis étaient acheminés vers l'intérieur du pays par des coureurs à pied, les rekkas, réputés infatigables et incorruptibles.

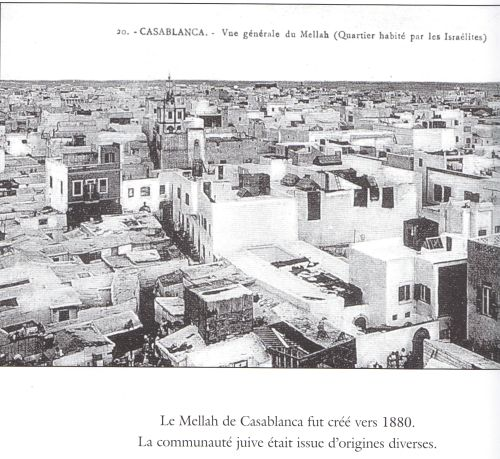
Vue générale du mellah de Casablanca (1880)

En 1900, après la mort de Ba Ahmed, une épidémie de peste frappe le Maroc et l'anarchie se développe au Maroc. 3 000 personnes meurent dans le mellah de Fès, surpeuplé comme la plupart des autres mellahs des grandes villes, à la suite de l'émigration vers les centres urbains des Juifs de la campagne.

### Développement de Casablanca et des quartiers dit européens
À la fin du XIXe siècle, les Juifs commencent de plus en plus à délaisser le mellah (le quartier juif) pour s'établir dans les quartiers européens et vers Casablanca. La plupart des Juifs citadins se dirigent vers les villes coloniales européennes en expansion alors que la communauté juive de Tetouan connaît une forte migration vers l'Algérie française, l'Espagne et l'Amérique latine.
Manaus, en Amazonie, connaît par exemple une forte immigration de Juifs de Mogador.

### Place et évolution des femmes

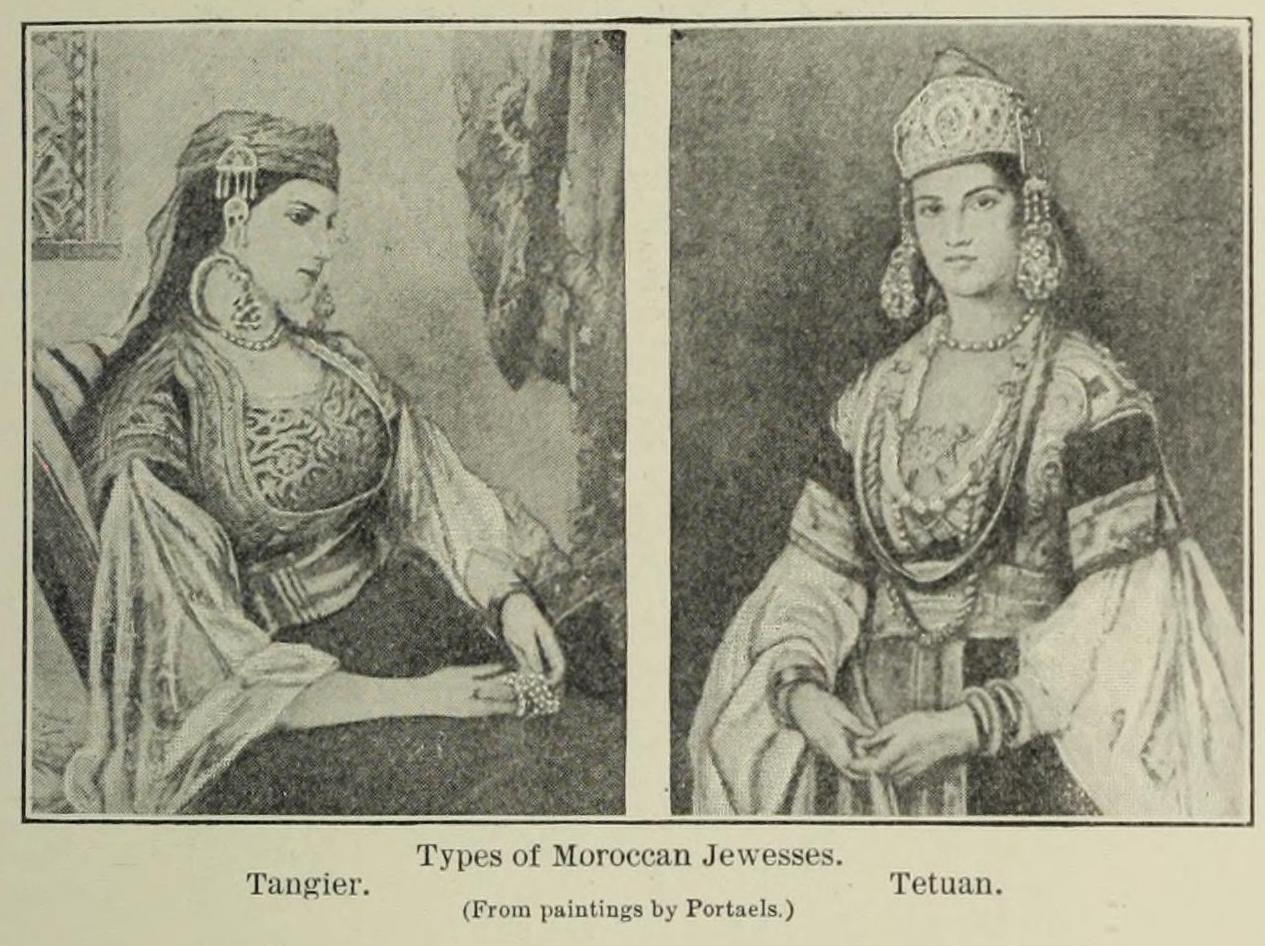
Juives de Tanger et Tétouan (1901)

Durant la période pré-coloniale, les rapports sociaux de sexe dans la communauté juive au Maroc comme dans le reste du Maghreb, influencés par les modes de vie musulmane, sont régis dans un strict partage des rôles entre hommes et femmes, les uns dévolus aux affaires extérieures au domicile, les autres aux tâches de nutrition de la famille, de ménage et de soin, garde et éducation des enfants dans la sphère domestique. L’autorité du père et du fils aîné dans les familles traditionnelles est inconditionnelle et incontestée, même si le réel pouvoir des femmes dans les expériences quotidiennes de la maison peut sembler différent. Les femmes asservies, passant de la subordination au père à celle au mari, intègrent et propagent dans leur foyer ce modèle culturel de domination patriarcale et masculine, renforcé par un ensemble de règles religieuses et rituelles qui les excluent de la sphère publique ou décisionnelle. À Fès, les filles sont mariées à l’âge de 12-13 ans pour ne pas devenir objets de mépris.

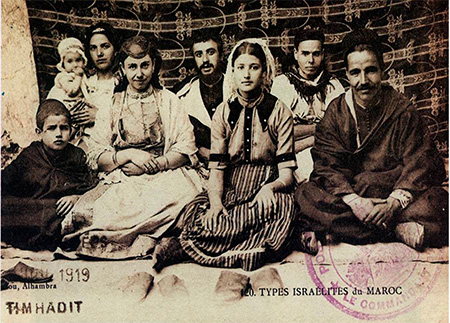
Juives et juifs marocains (1919)

L'arrivée des Français au Maghreb exporte parmi les élites nord-africaines son modèle dominant conservateur. Même si de nombreuses femmes juives du peuple restent attachées à un judaïsme et une situation encore pétris d'archaïsme, ne désirant qu'une évolution matérielle, les efforts de scolarisation du Protectorat et de l'AIU, et l'adhésion à la culture française ouvrent la voie de l'émancipation aux femmes ; la première école de l’AIU pour filles s'ouvre à Tanger en 1865, trois ans après celle pour garçons. « L’âge des femmes au mariage passe au Maroc de 16-17 ans dans les années 1840 à 20-21 ans vingt ans plus tard ». Dans ces domaines, la femme juive évolue plus rapidement que la femme musulmane mais il faut attendre l’exil en France métropolitaine pour voir une véritable émancipation des élites de la communauté juive du Maroc ; les femmes dans leur ensemble goûtent à la liberté sociale et l’espoir dans l’avenir.

## XXesiècle

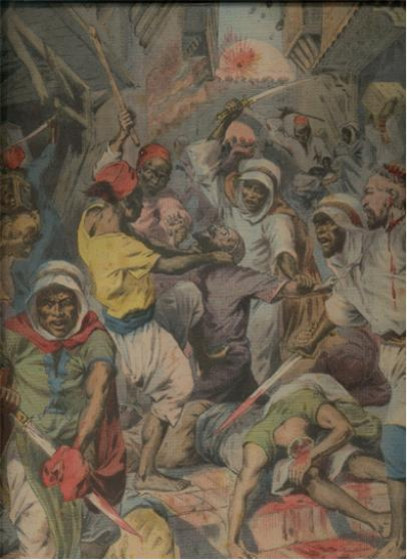
Pillage et massacre de Juifs dans le mellah pendant le bombardement de Casablanca, Le Petit Parisien (25 août 1907).

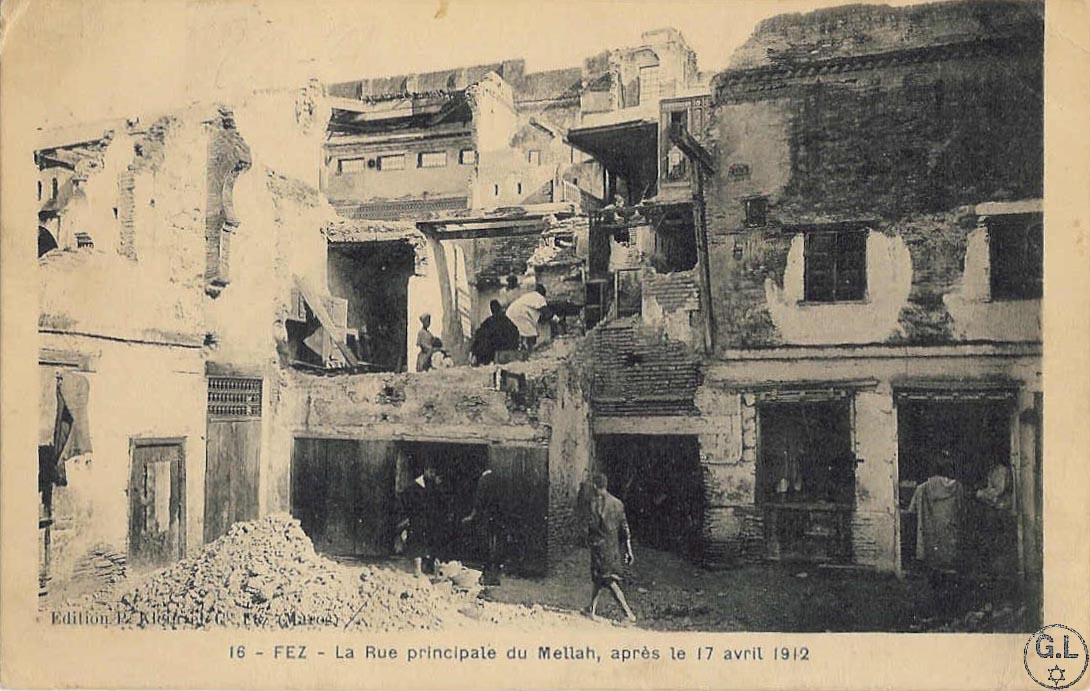
Rue principale du mellah de Fès après le pogrom (1912)

### Sac de Casablanca
En août 1907, lors du sac du mellah de Casablanca où la population exerce sa violence contre les Juifs, « les hommes sont égorgés, les filles violées, les garçons emmenés comme esclaves…».

### Pogrom duTrità Fès
Quand le Protectorat français est établi au Maroc en 1912, un pogrom (connu sous le nom de Tritl) éclate à Fès les 18 et 19 avril 1912, qui fait une soixantaine de victimes. Selon Yossi Chetrit, professeur à l'Université de Haïfa, à tort ou à raison, la communauté juive était perçue comme liée à la culture française et à l'occupant étranger.
Selon l'historien David Littman, « ce pogrom de Fès a marqué profondément la mémoire collective du judaïsme marocain et constitue l’un des facteurs majeurs de l’exode massif des Juifs marocains au lendemain de l’indépendance de leur pays ancestral en 1948 » - analyse qui ne fait pas consensus, cependant.

### Population

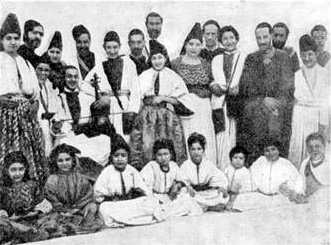
Juifs de Fès (v. 1900)

La population juive marocaine s'élève à 100 000 en 1900.
Bien que les Juifs n'obtiennent pas le statut de citoyens français, comme leurs coreligionnaires algériens, de nombreux Juifs d'Algérie, de Tunisie, du Moyen-Orient ou d'Europe viennent s'établir au Maroc entre 1912 et la Seconde Guerre mondiale, si bien que la population juive du Maroc est estimée à 225 000 personnes en 1939. Le sionisme ne suscitait alors au Maroc qu'un écho symbolique.

#### Répartition
Au XXe siècle, les Juifs marocains représentent la plus grande communauté juive du monde arabe et musulman avec près de 265 000 personnes en 1948. Ils sont principalement répartis en communautés urbaines, dont les plus anciennes habitent Tanger, Tetouan, Fès, Meknes (400 Juifs en 1990), Debdou, Rabat, Salé, Mogador et Marrakech.

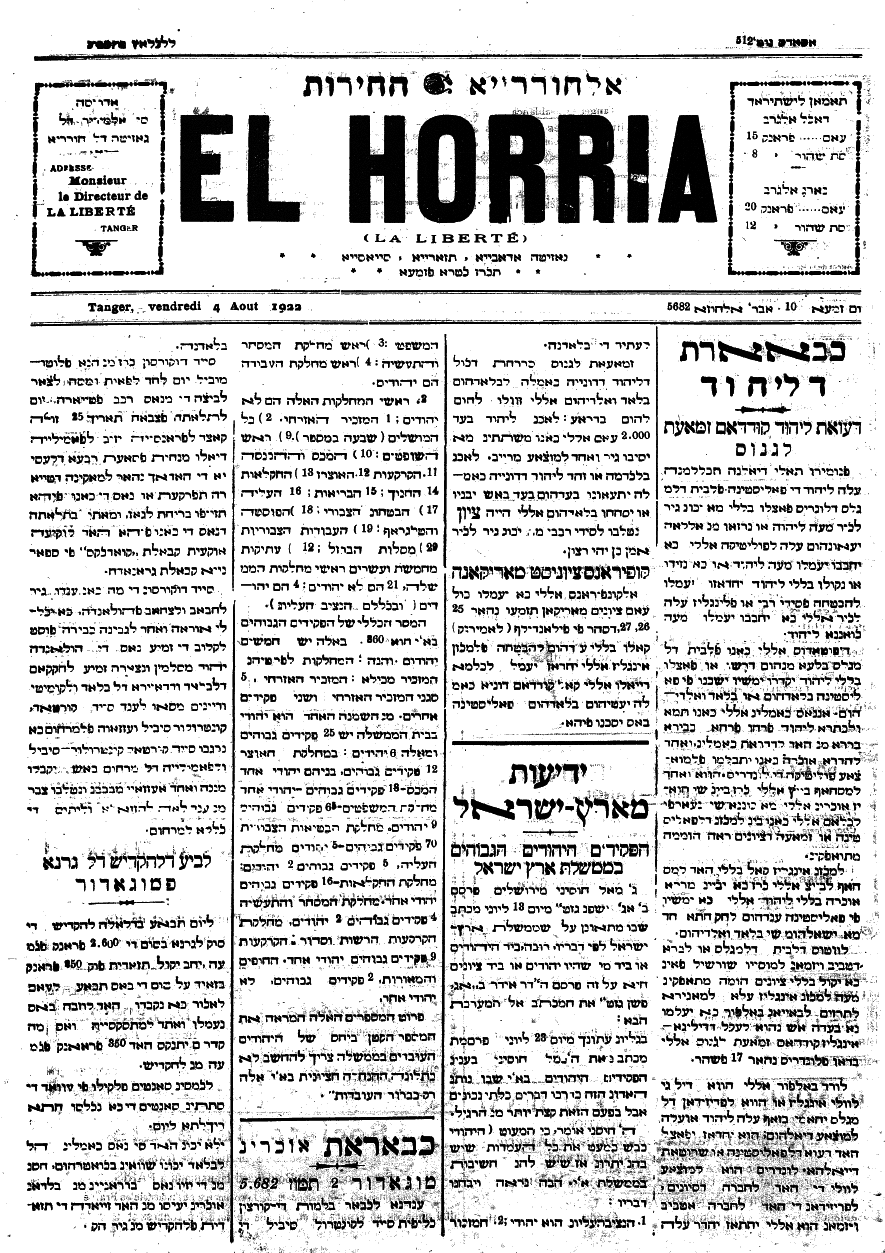
Journal juif marocain, El Horria (La Liberté) (4 août 1922)

Il existe également de nombreuses communautés rurales, essentiellement réparties dans les zones berbèrophones (à travers les montagnes de l'Atlas, la vallée du Draa et l'Anti-Atlas) où elles vivent sous la « protection » des tribus.

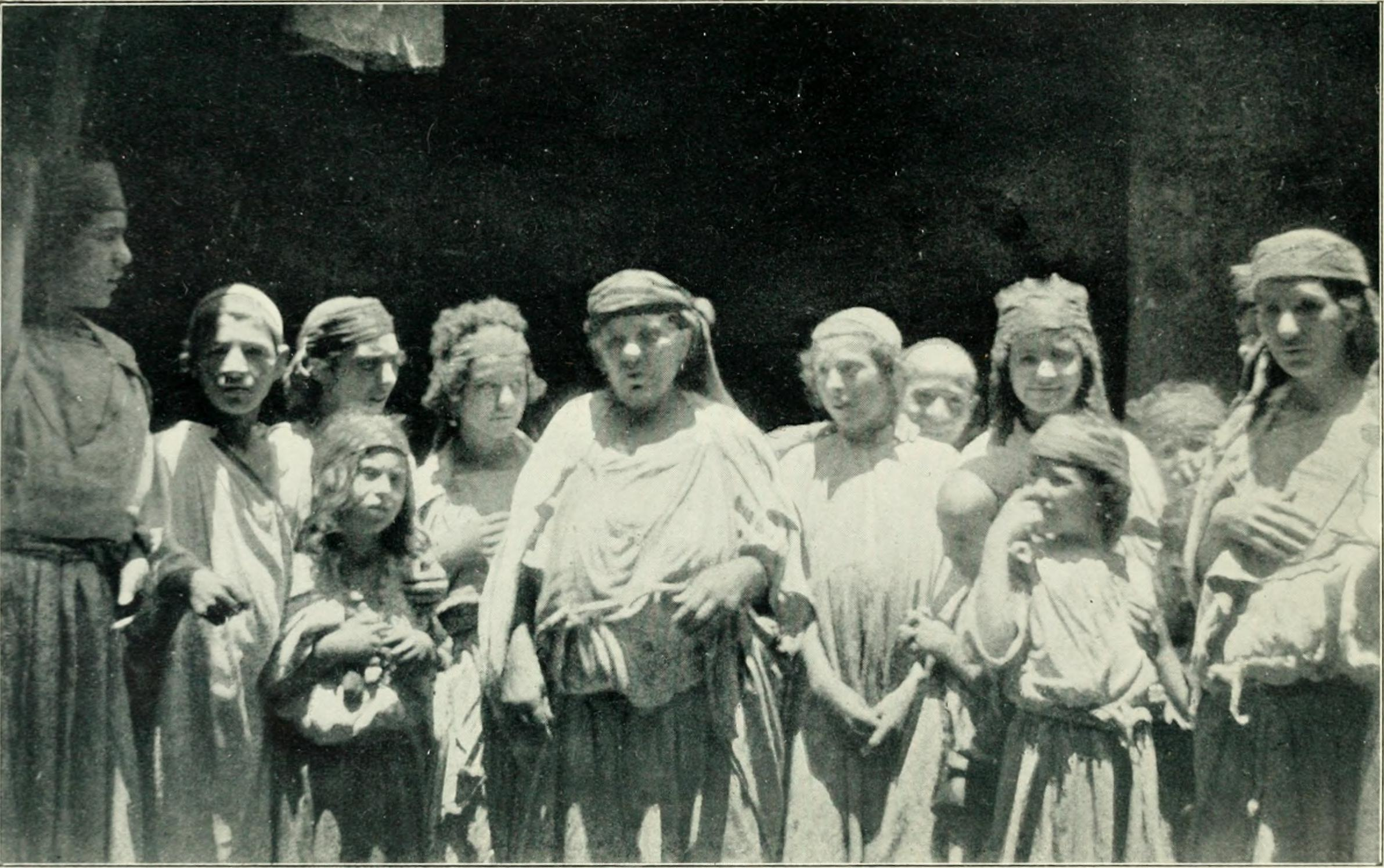
« Justice inique et cruelle » pour les Juifs de l'Atlas, dit un ouvrage de 1905

L'histoire juive marocaine au XXe siècle est également marquée par le développement de l'Alliance Israélite Universelle (AIU) - témoin depuis le XIXe siècle des maltraitances qu'ils subissent - qui permet à une part grandissante des enfants juifs marocains d'accéder à une éducation française de qualité et s'émanciper. En effet, dans certaines villes comme Agadir, il n'y a pas d'école juive au début du siècle et l'école européenne n'accepte pas les juifs.

### Seconde Guerre mondiale

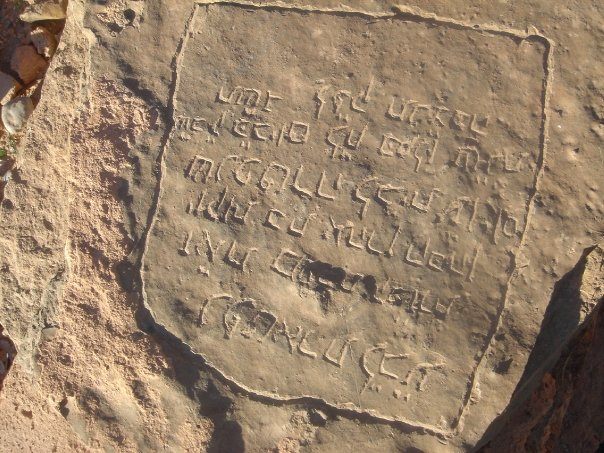
Ancienne pierre tombale du cimetière juif de Figuig (à l'envers)

Le statut des Juifs est publié en France le 3 octobre 1940. Son article 9 précise que le décret est applicable dans les pays de protectorat. Un dahir s'ensuit qui est publié le 31 octobre 1940 pour une mise en application à partir du 1er janvier 1941. Le second statut des Juifs est publié le 2 juin 1941 et deux nouveaux dahirs sont publiés le 5 août 1941 traitant l'un des Juifs marocains, l'autre des Juifs européens. Les fonctionnaires juifs perdent leur emploi, et beaucoup se recyclent dans le commerce. De nombreuses professions étaient interdites (l'immobilier, le prêt, la banque, le journalisme) aux Juifs qui étaient encouragés à pratiquer l'artisanat ou le commerce de gros. Un numerus clausus de 2 % est appliqué aux Juifs dans les professions d'avocats et de médecins. Le roi n'est pas perçu comme étant responsable de ces mesures imposées par Vichy. Un télégramme diplomatique de 1941 présenté à l'Académie du royaume du Maroc en 1985, mentionne des « tensions » entre le roi et le Résident général Charles Noguès à propos du statut des Juifs. Parfois des musulmans ou des chrétiens apportent leur aide pour limiter l'impact des mesures de confiscation des biens des Juifs.
La loi du 22 juillet 1941 concernant l'aryanisation de l'économie ne fut pas reproduite au Maroc et les lois de Vichy ne s'appliquèrent pas au Maroc espagnol. Malgré le débarquement américain au Maroc, le 8 novembre 1942, il faut attendre la prise de contrôle de l'Afrique du nord par le général de Gaulle aux dépens du général Giraud durant l'été 1943 pour que les lois de Vichy soient abolies .
Mais surtout, aucun Juif marocain n'a été déporté depuis le Maroc. En revanche, près d'une centaine ont été déportés depuis la France, par les convois 52 et 53 de Drancy vers Sobibor après les rafles effectuées dans la région marseillaise et le midi.
Le Maroc abrite également des réfugiés juifs européens fuyant le régime nazi, aidés notamment par Hélène Cazès-Benatar.

### Création d’Israël et quasi-disparition de la communauté au Maroc

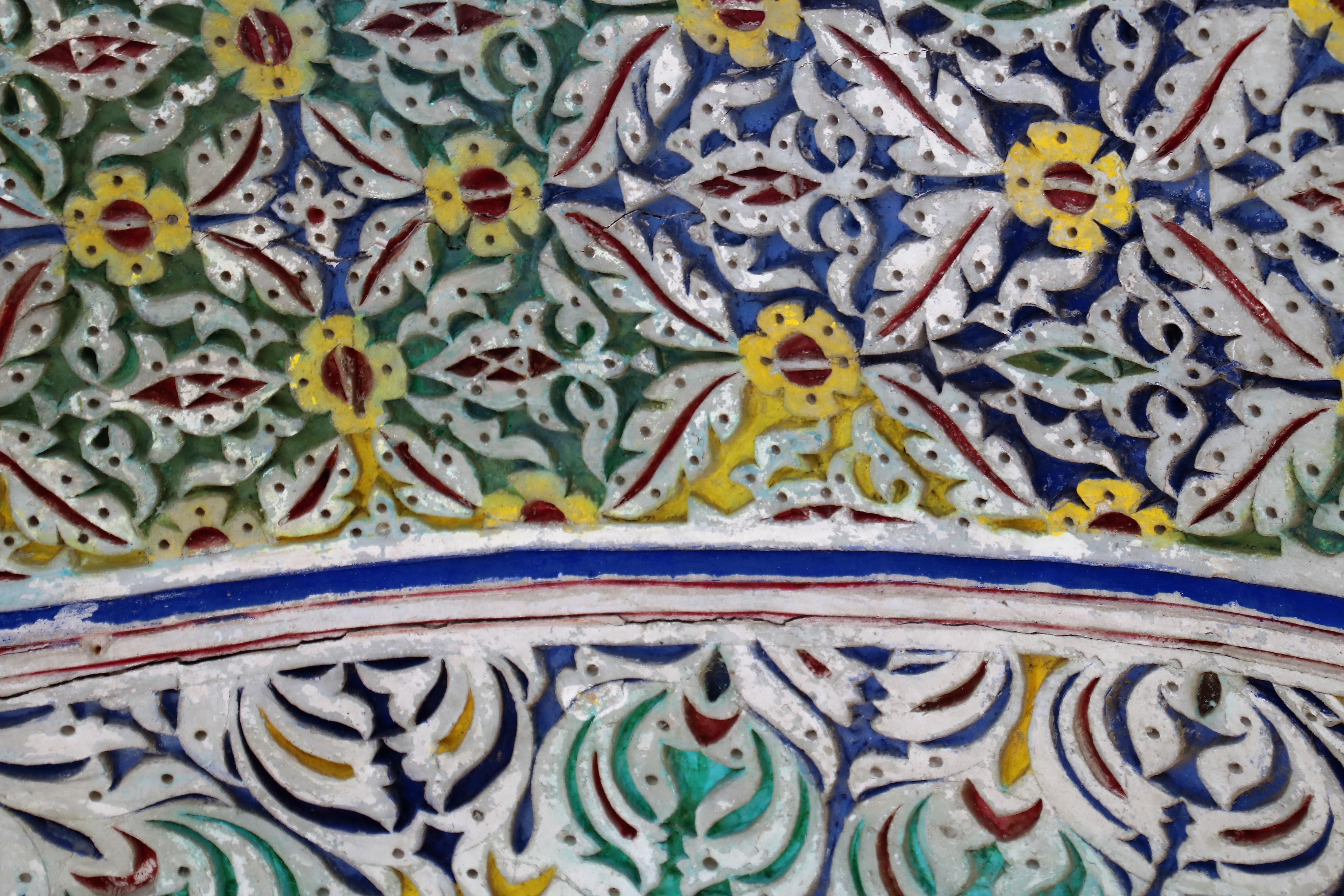
Ornements dans le mellah de Fès

La population marocaine juive était numériquement importante (environ 238 000 Juifs dans le protectorat français, 15 000 dans le protectorat espagnol et 12 000 dans la zone internationale de Tanger) soit 3 % de la population marocaine en 1948.
À partir de 1948, les grandes organisations philanthropiques juives, le JOINT en tête mais aussi l’OSE, l’AIU et d’autres, mettent en place une aide massive à l’enfance qui touche les domaines nutritionnelles, sanitaires et éducatifs. Une grande majorité des enfants bénéficient de cette politique : la mortalité infantile diminue, les épidémies principalement la teigne, le trachome et la tuberculose régressent dramatiquement et une grande partie des enfants sont scolarisés. Des petites structures créées par des initiatives privées et soutenues par le JOINT, telles que le Talmud Torah, Lubavitcher, Ozar Hatorah, Em Habanim, la Maternelle, la Soupe Populaire pour Enfants de Casablanca contribuent à cet effort.
Il y a déjà des vagues d’émigration vers la terre d'Israël dès la fin du XIXe siècle et le début du XXe siècle. Les Marocains juifs, même pendant la colonisation, sont restés des sujets de nationalité marocaine, comme les Tunisiens juifs, le décret Crémieux n’étant d’application qu’en Algérie alors française.
À la suite de la proclamation de l'État d'Israël, le 14 mai 1948, des émeutes anti-juives éclatent les 7 et 8 juin suivants à Oujda et Jérada, suscitées par la sympathie avec les Arabes de Palestine et par l'hostilité à l'émigration des Juifs vers le nouvel État, facilitée dans ces villes par la proximité de la frontière avec l'Algérie française d'alors. Le bilan en est de 40 morts.

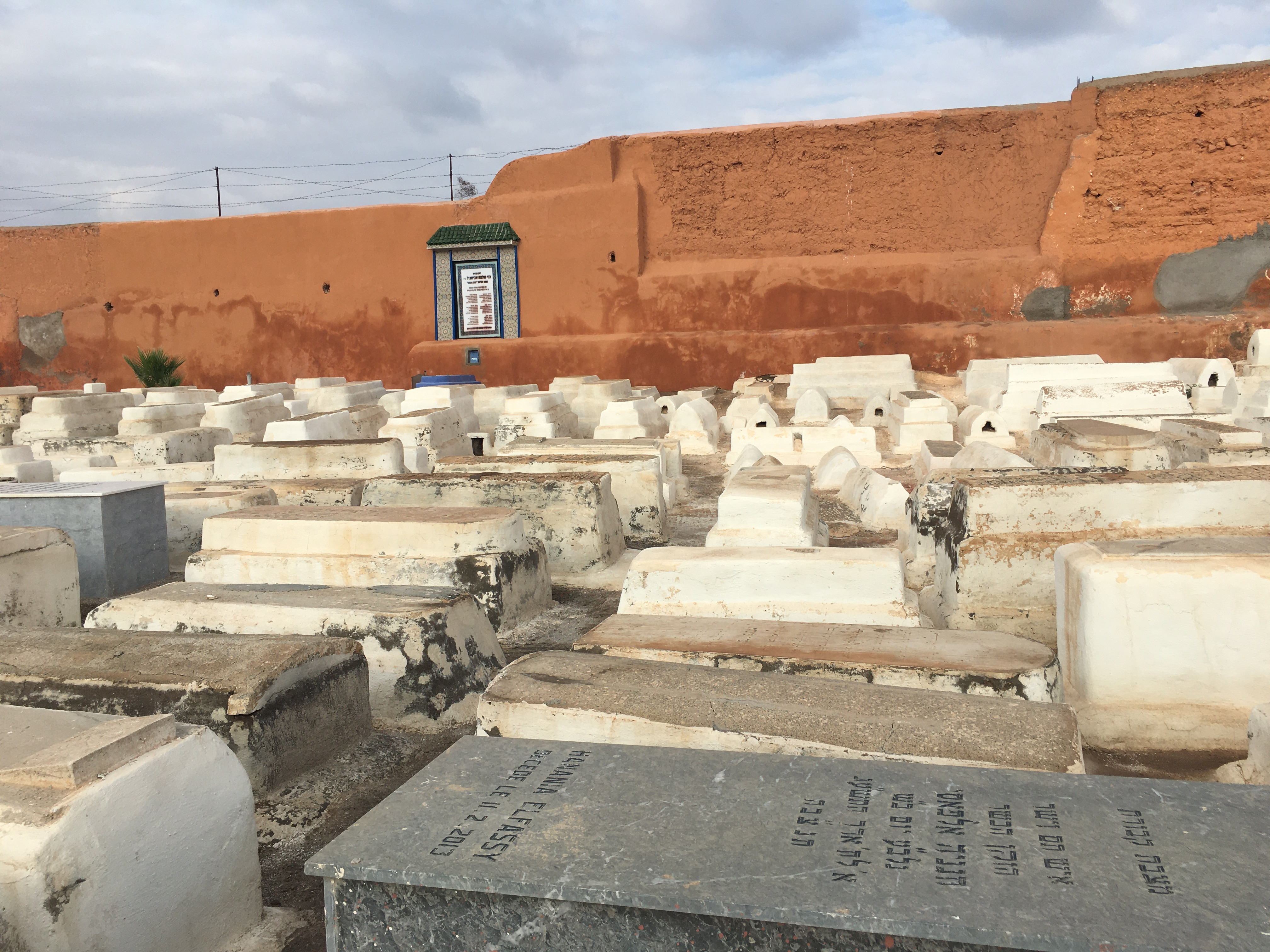
Cimetière juif de Marrakech

Il y avait également des Juifs tunisiens et algériens qui vivaient au Maroc sous le protectorat. Dans un ouvrage paru en 1980, une enseignante française issue d’une famille tunisienne juive, qui a passé sa jeunesse à Casablanca relate : « mes parents avaient beaucoup de mépris pour les Juifs marocains. Ils représentaient pour eux l’obscurantisme, l’attachement à la religion », « (mes parents) avaient été colonisés par les Français avant les autres et ils étaient plus francisés que les Marocains ». Certains d’entre eux, comme le banquier Félix Nataf, ont joué un rôle important au sein des « Amitiés marocaines » comme intermédiaires entre les nationalistes marocains musulmans et les autorités politiques françaises, au Maroc et à Paris, pendant le processus qui a abouti à l’indépendance du Maroc.[source insuffisante]
En 1960, le Premier Ministre marocain, Abdallah Ibrahim dont le gouvernement pourtant dit modéré et à gauche vise la ligne politique de la Ligue arabe, interdit tout échange de courrier entre Israël et le Maroc, et la jeune radiodiffusion marocaine emploie un ton d'une extrême virulence contre les Juifs. Le 11 septembre 1963, le journal Akhbar Ad-Dounia écrit que « Les Juifs ne méritent même pas le nom d'hommes » et le journal El Alam que « Les Juifs sont des puces, des renards, des usuriers, ils ont une insatiable soif d'argent ».
En janvier 1961, le naufrage du navire Le Pisces qui avait - grâce à l'organisation Misgueret du Mossad - quitté en secret Tanger, avec à son bord 44 Juifs dont 24 enfants donne la preuve à l'opinion publique que les Juifs marocains ne peuvent jouir de la liberté de circulation car des milliers de demandes de passeport sont refusées. Les corps repêchés sont secrètement enterrés par les autorités dans un carré du cimetière chrétien, qui sera muré et interdit d’accès, jusque dans les années 1980. Un numerus clausus est introduit dans le recrutement des fonctionnaires et l'association des Oulémas exige l'épuration de l'Administration « polluée par les Juifs et autres étrangers ». Des cortèges funèbres juifs sont lapidés, des dizaines de jeunes sont arrêtés sans raison, emprisonnés et violés ; des jeunes filles juives disparaissent qui sont converties à l'islam par la volonté du chef néo-salafiste de l'Istiqlal et du ministère des Affaires islamiques, Allal El Fassi et sa politique anti-juive. Des ultra nationalistes publient le faux antisémite des Protocoles des Sages de Sion,,,,.

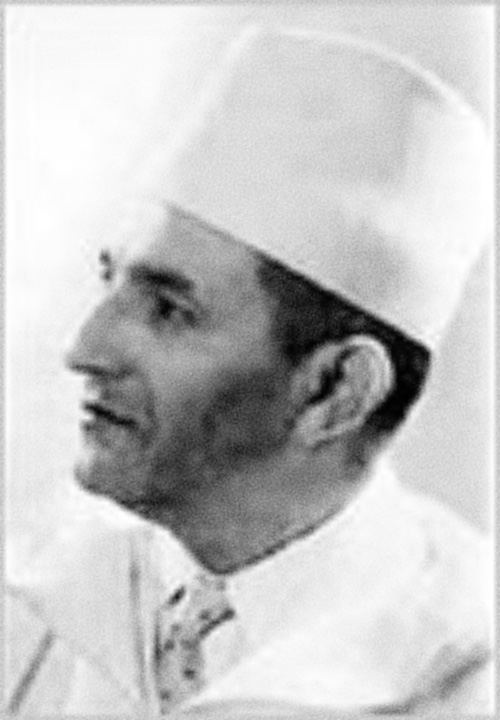
Mohammed V, roi du Maroc, considéré comme leur protecteur par les Juifs de son royaume.

Une délégation conduite par David Amar et le docteur Benzaquen remet au roi Mohammed V, qui la reçoit en février 1961, un mémoire où le sujet du Pisces n'est pas abordé. En revanche, y sont évoqués : les entraves apportées à la liberté de circulation, les campagnes de presse démagogiques ou calomnieuses, le détournement de jeunes filles juives mineures (converties, mariées, disparues), les exactions policières et le statut légal du Conseil des communautés. À part sur le premier point qu'il dit ne pas comprendre, le roi assure d'examiner avec sympathie les requêtes. Il promet en outre de généraliser l’élection des responsables juifs à la tête de leurs institutions qu'il veut moderniser. Une semaine plus tard, les Juifs peuvent obtenir des passeports comme ceux de leurs concitoyens musulmans mais sont menacés, s'ils se rendaient en Israël, de « subir les conséquences de leurs actes ». Le roi meurt ce même mois, qui est loué comme un Juste et pleuré par la communauté juive qui prend le deuil.

#### Émigration massive

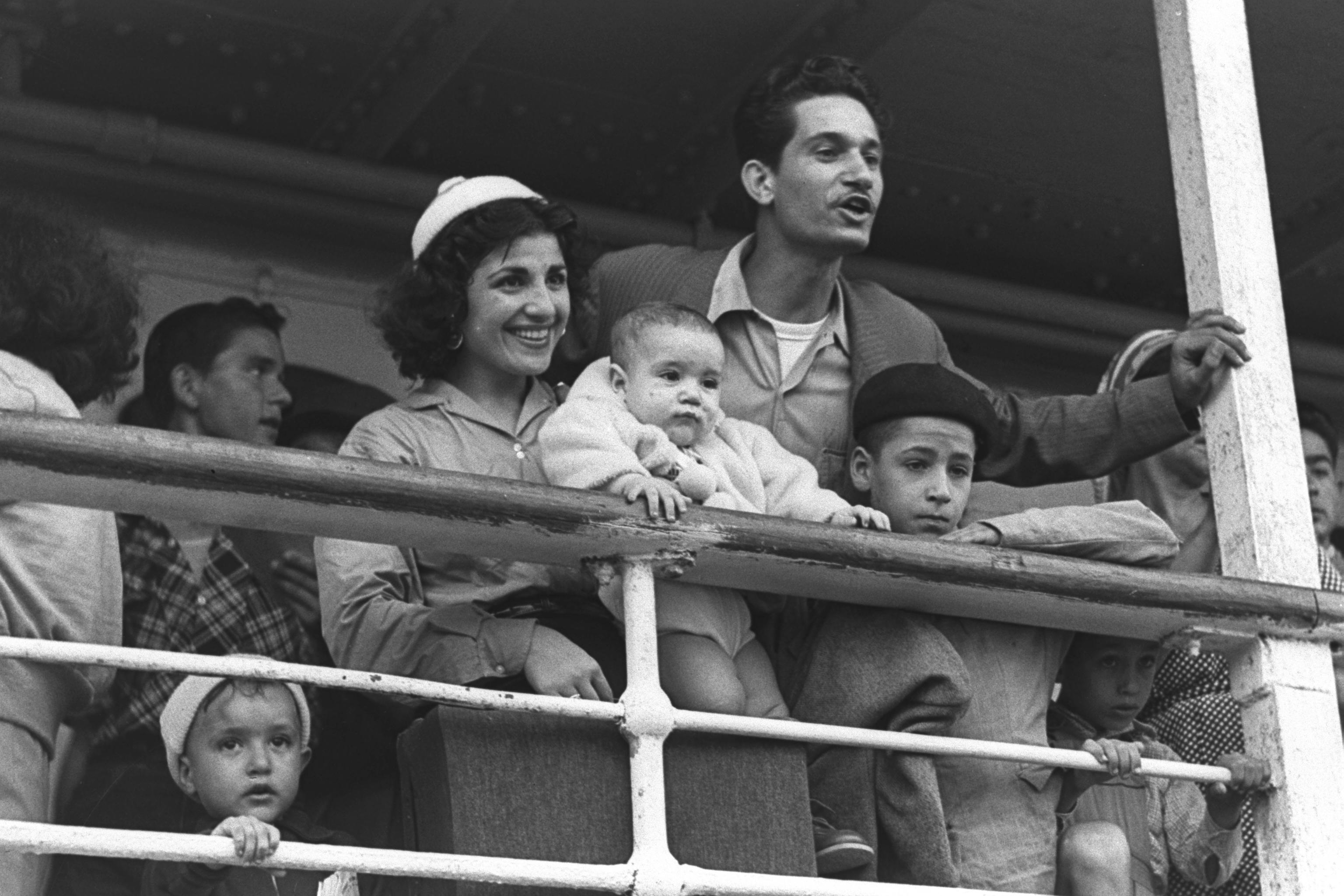
Nouveaux immigrants (olim) marocains arrivant au port de Haïfa en Israël (1954)

Dans les années 1950 et 1960, sous l'action des mouvements sionistes, la pression marocaine et l'effet de la pauvreté, une très grande partie de la communauté juive quitte le Maroc pour l'Amérique latine, les États-Unis, le Canada (et particulièrement le Québec) et la France. Mais l'émigration vers Israël est prépondérante et légale entre 1948 et 1955, avec 70 000 personnes, même après le discours du 18 novembre 1955 du roi Mohammed V, dans lequel il espère un prochain régime de démocratie sans distinction raciale, devant calmer l'inquiétude après le massacre de cinq Juifs de Meknès par la population musulmane à Petit-Jean,. L'émigration devient interdite et clandestine entre 1955 et 1961 avec 65 800 personnes (voir Opération Mural) puis, après le naufrage du navire Pisces et ses quarante-trois passagers en 1961, à nouveau autorisée par Hassan II (opération Yakhin).
De 230 000 personnes environ en 1948, la communauté juive passe à moins de 70 000 lors de la guerre des Six Jours en 1967. Cette guerre suscite des troubles anti-juifs au Maroc provoquant une recrudescence d'émigration, plus vers le Canada, l'Espagne et la France que vers Israël.
En 1989, la communauté juive marocaine ne dépasse pas les 10 000 personnes. Selon le magazine La Vie éco, c'est finalement, entre 1961 et 1974, plus de 90 % de la communauté juive qui a émigré en Israël, avec une minorité installée au Canada et en France,.
Hassan II resserre les liens entre le Maroc et les Juifs marocains émigrés et aide à la visite du président Anouar el-Sadate à Jérusalem en 1977. Il rencontre plus tard le Premier ministre israélien Shimon Peres à Ifrane en 1986. Depuis 1991, Hassan II puis Mohammed VI ont comme conseiller pour les affaires économiques et financières André Azoulay, promoteur du dialogue inter-religieux.
Le 16 mai 2003, des attentats à Casablanca frappent le Maroc et en particulier la communauté juive dont un centre social, un cimetière et une pizzeria casher sont visés. Si ces attentats font 41 morts parmi la population marocaine, aucun Juif n'est touché car les cibles juives étaient fermées en raison du chabbat.

#### De nos jours

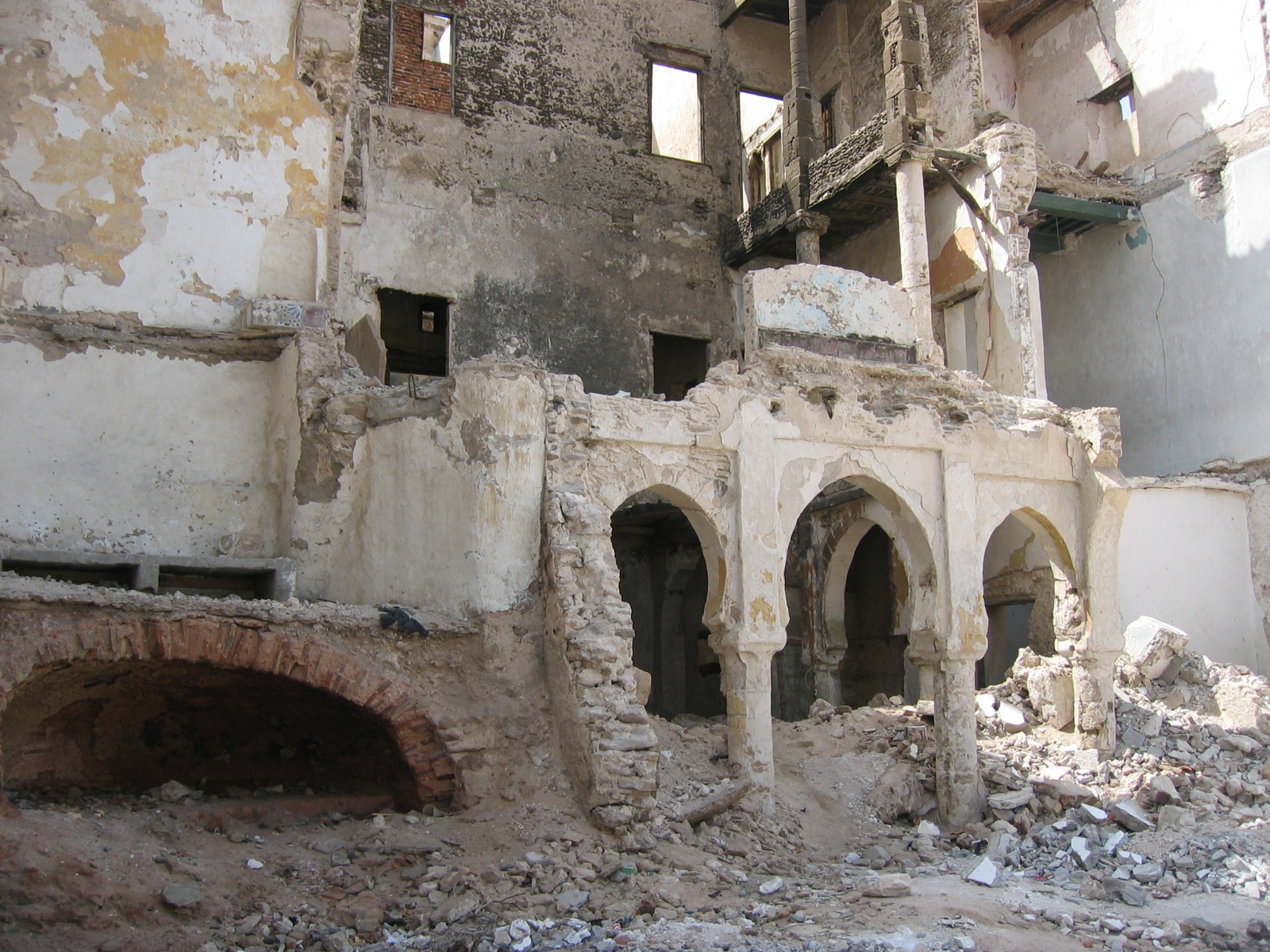
Ruines du mellah de Mogador/Essaouira (2006)

Les Marocains juifs (3 000 environ en 2013, et environ 2 200 en 2017), sont des citoyens à part entière, électeurs et éligibles. L’État marocain leur a établi un espace juridique conforme aux préceptes du judaïsme. Sur le plan du statut personnel, ils sont régis par la loi mosaïque, ce qui signifie qu’ils sont justiciables des chambres rabbiniques près des tribunaux réguliers pour tout ce qui touche au mariage, à l’héritage et au droit des mineurs.
L’essentiel de la communauté juive marocaine se concentre à Casablanca (90 %), Meknès et à Rabat. Essaouira (Mogador) - une des villes du Maroc dont le nombre d’habitants de confession juive dépassait les 60 %, n’en compte plus que très peu. Plusieurs villages du Haut et Moyen Atlas, qui comptaient une majorité de Juifs, ont vu également leur population juive disparaître après l’avènement de l’État d’Israël.
Le 13 juillet 2022, le roi Mohammed VI entérine une réorganisation de la communauté juive au Maroc : le communiqué du palais royal annonce la création d'un Conseil national de la communauté juive marocaine, chargé de « la gestion des affaires de la communauté et la sauvegarde du patrimoine et du rayonnement culturel et cultuel du judaïsme et de ses valeurs marocaines authentiques » ainsi que d'une Commission des juifs marocains de l’étranger qui « œuvre à consolider les liens des juifs marocains établis à l’étranger avec leur pays d’origine, à renforcer leur rayonnement cultuel et culturel et à défendre les intérêts suprêmes du royaume ». Ces mesures « viennent consacrer l’affluent hébraïque en tant que composante de la culture marocaine riche de ses multiples affluents », selon le communiqué officiel.

## Culture et patrimoine

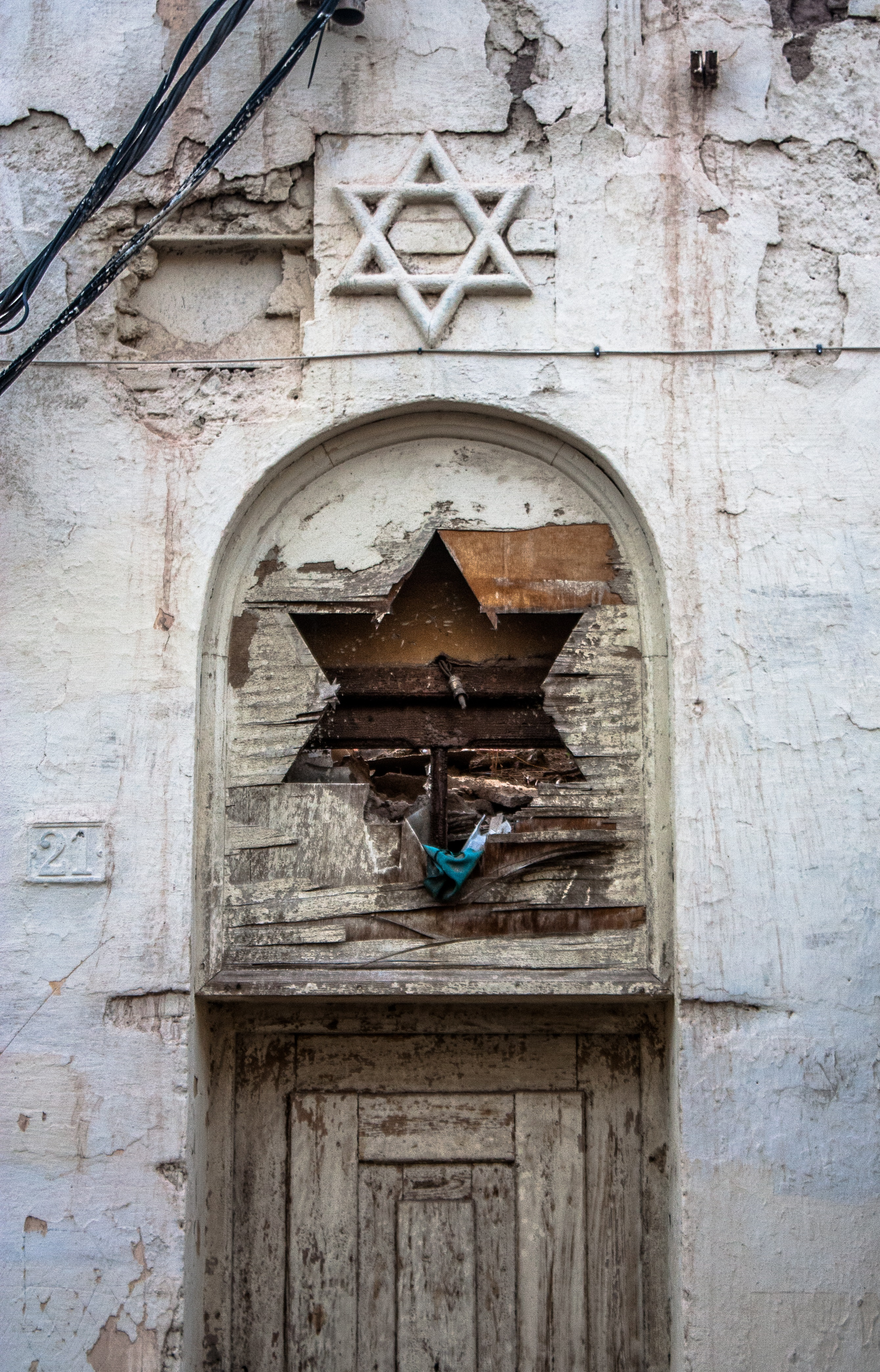
Ancienne synagogue d'Oujda

### Synagogues
catégorie « Synagogue au Maroc »
De nombreuses synagogues sont essaimées à travers le pays ; de toutes dimensions, elles se réduisaient quelquefois à celle d'un petit local.
Les Juifs appellent la synagogue sla. Ce terme « fait référence à la synagogue à la fois en tant que lieu de prière (le terme a la même signification en arabe) et lieu de l’enseignement dispensé à des enfants âgés de 4 ou 5 ans à 13 ans ». Là, les matières profanes sont exclues ; les méthodes se fondent sur la mémorisation et la récitation par cœur, ponctuées des coups de falaqa» sur la plante des pieds. Les maîtres sont faiblement rémunérés par la communauté. Ils peuvent également rédiger des talismans et toutes sortes d’amulettes prophylactiques.
Certaines synagogues des grandes villes sont toujours en activité et contribuent à perpétuer la religion et la vie juives au Maroc. Pour autant, le roi Mohammed VI a lancé un appel pour « la restauration de tous les temples juifs des différentes villes du Royaume ».

### De nos jours

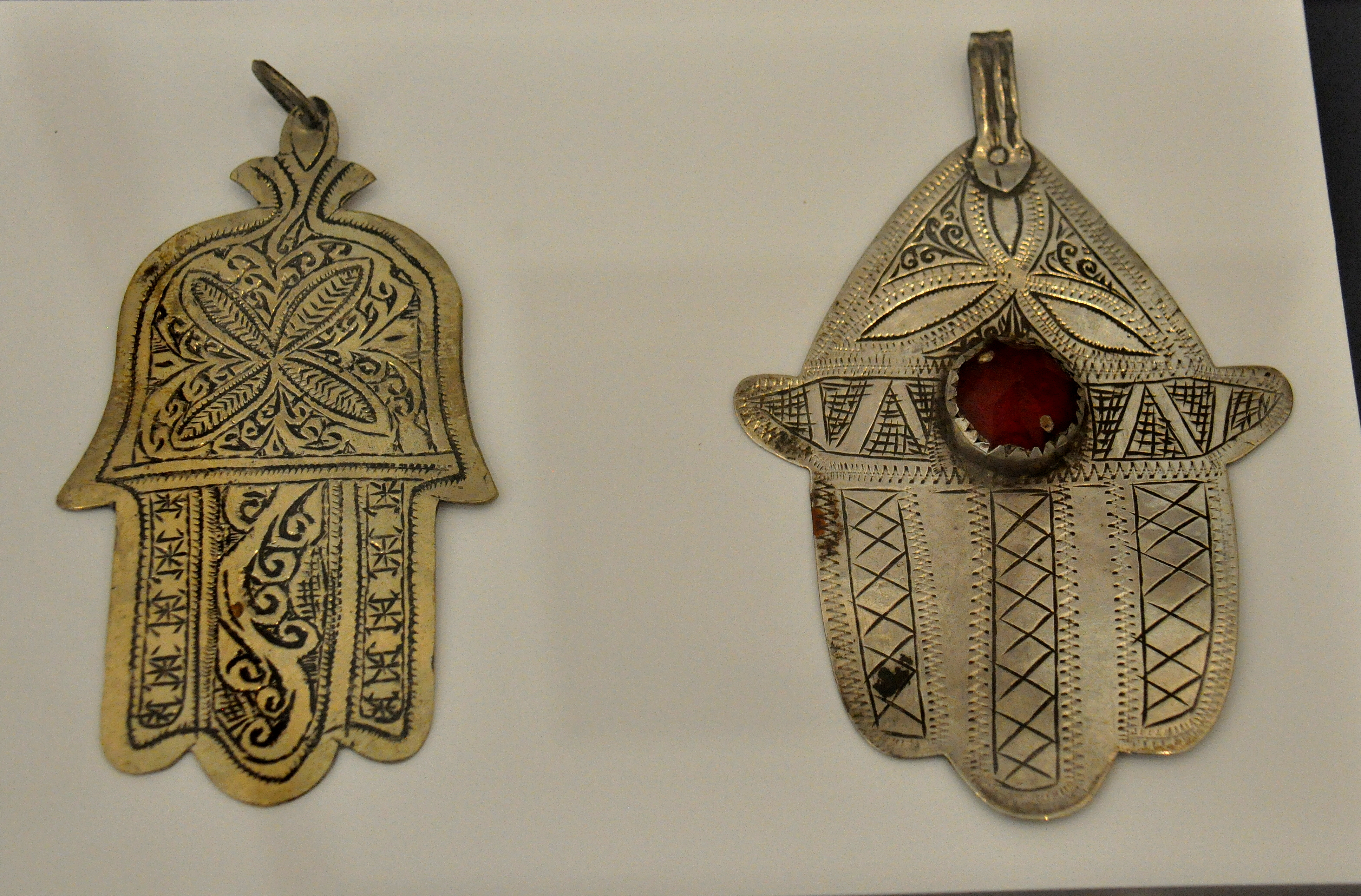
Bijoux en argent ayant appartenu à une famille juive marocaine, musée du judaïsme de Casablanca

Depuis 1997, Casablanca abrite le musée du Judaïsme marocain. Méconnu du grand public, probablement le seul musée juif dans un pays arabe avec son annexe le musée El Mellah aussi à Casablanca inauguré en 2016 ; le musée est consacré à la composante juive de la culture marocaine. On peut y visiter des expositions itinéraires et autres permanentes. Sur plus de 600 m2, le visiteur peut admirer des caftans marocains ornés de l’Étoile de David, des costumes, des lampes de Hanouka et divers objets du patrimoine culturel marocain. On peut aussi y découvrir des synagogues de style marocain. Par ailleurs, le musée contient une bibliothèque, une vidéothèque et une photothèque. En décembre 2016, le nouveau musée El Mellah et la synagogue Ettedgui après rénovation sont inaugurés à Casablanca par le roi Mohammed VI.
Le 3 janvier 2017, le roi Mohammed VI donne des instructions pour rebaptiser un quartier de Marrakech, Essalam, de son nom juif d’origine le Mellah et de leur nom d’origine les ruelles et places de ce quartier.
Outre les différentes réhabilitations architecturales ou toponymiques des mellahs afin de favoriser le tourisme au Maroc, un cycle de formations intitulé « Roh El mellah » et financé par l’Agence Américaine pour le Développement International (USAID) est destiné aux artisans marocains pour leur transmettre le savoir-faire relatif aux objets liés à l’art et au culte juifs (Judaïca) du pays et permettre d'offrir aux touristes juifs un « produit adéquat ».
Des efforts sont déployés pour la préservation et l'informatisation des épitaphes « afin de les rendre plus facilement accessibles par Internet et faciliter les visites de ceux qui voudraient venir sur les tombes de membres de leurs familles ».
Dans son préambule, la Constitution marocaine de 2011 fait référence à « l’affluent hébraïque » de la civilisation marocaine.

## Langues

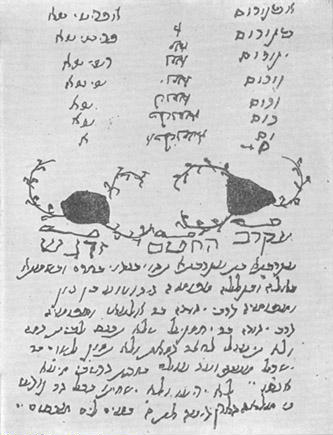
Prière cabalistique marocaine contre les scorpions (v. 1900)

Les Juifs marocains parlaient autrefois : 

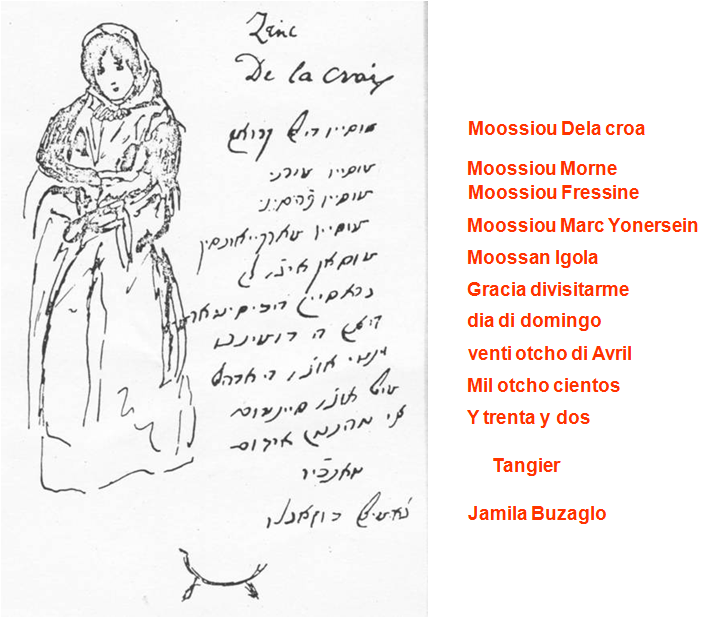
Lettre de Jamila Buzaglo au peintre Delacroix écrite en haketia, Tanger (15 juin 1832)

- le judéo-marocain (ou judéo-arabe) : pratiqué par les citadins, il est aujourd'hui utilisé par la petite minorité juive qui vit encore au Maroc mais aussi dans la diaspora ;
- le judéo-berbère : utilisé par les Juifs berbères dans le Souss mais aussi dans l'Atlas, il est encore pratiqué par certaines personnes en Israël ;
- le judéo-espagnol (haketiya ou jaquetilla) : utilisé par les Juifs du Nord du Maroc, installés à la suite de l'expulsion d'Espagne en 1492, on le retrouvait autrefois à Tanger, Tétouan, Larache, etc. ; il est notamment pratiqué actuellement par les immigrés marocains juifs de Toronto (au Canada) ;
- l'hébreu ancien.

Actuellement, les Juifs marocains pratiquent les langues de leurs pays d'accueil :
- le français en France, au Québec et en Belgique ;
- l'espagnol en Espagne, au Venezuela et dans les villes espagnoles de Ceuta et Melilla ,
- l'anglais au Royaume-Uni, aux États-Unis et à Gibraltar ;
- l'hébreu en Israël ;
- le portugais au Brésil;
- l'arabe marocain en Maroc.

Généralement, ils sont polyglottes, maîtrisant au moins deux langues.

Dans son récit Voyage dans l'Empire de Maroc, William Lemprière décrit la situation linguistique des Juifs marocains à la fin du XVIIIe siècle :
 Les Juifs parlent assez bien la langue espagnole dans les ports de mer surtout à Tétouan et à Tanger ; mais à Maroc et Tarouddant, ainsi que dans toutes les autres villes de l'intérieur, ils n'entendent que l'arabe et un peu d'hébreu. Leurs coutumes sont les mêmes que celles des Maures ; ils ne diffèrent que dans le culte religieux, qu'ils pratiquent avec plus de cérémonies superstitieuses que les Juifs européens.

## Communautés juives marocaines à travers le monde

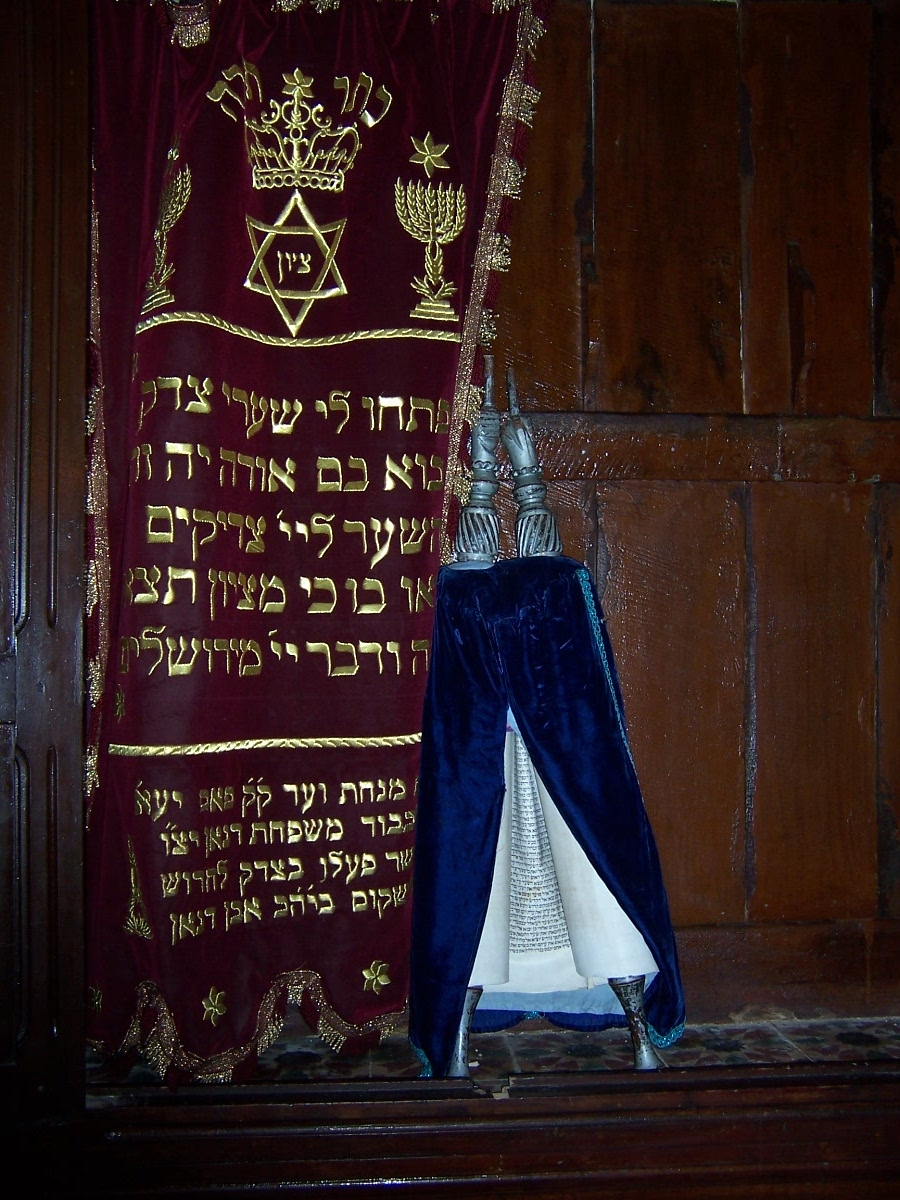
Un Sefer Torah et un rideau d'Arche sainte dans une synagogue de Fès.

Chaque année, les expatriés venus du monde entier se retrouvent autour de tombeaux de saints situés à Ouezzane, Safi, Essaouira ou Taroudant pour fêter la hiloula, version juive du moussem, qui rappelle les fastes du passé et commémore l’attachement à la terre des ancêtres.
À Montréal, l'arrivée des juifs du Maroc a modifié les relations entre nationalistes québécois et juifs, alors dans leur quasi-totalité anglophones (ou yiddishophones) et pro-fédéralistes, en créant une nouvelle communauté culturelle juive francophone rapidement dotée de structures communautaires spécifiques.
En Israël, dès les années 1950, il y a eu des émeutes parmi les juifs marocains parqués dans les villes de développement. Dans les années 1970 furent même créées des Panthères noires (HaPanterim HaSh'horim) sur le modèle afro-américain du Black Panther Party mais, dans le dernier quart du XXe siècle, leur poids politique s’est considérablement accru, devenant plus conforme à leur importance démographique, principalement via des partis ethniques comme Tami, Gesher et surtout Shass. Ils font partie des juifs dits séfarades ou mizrahim (orientaux).
L'humoriste marocain Gad Elmaleh, possédant également aujourd'hui la nationalité canadienne, est un exemple de juif marocain célèbre. Joël Mergui est devenu en 2008 président du Consistoire central israélite de France.
Parmi les 35 membres du CCME (Conseil de la communauté marocaine à l'étranger) figurent - au 19 avril 2015 - 3 juifs :
- Raphy Marciano, directeur du Centre communautaire juif de Paris
- Daniel Amar, Directeur Général du Congrès juif canadien
- Paul Dahan, Président du Centre de la Culture judéo-marocaine de Bruxelles (www.judaisme-marocain.org)

## Personnalités

### Personnalités juives marocaines
- André Azoulay, journaliste et homme politique marocain, conseiller des rois  Hassan II puis Mohammed VI
- Nicole Elgrissy (née en 1952 à Casablanca), écrivaine et militante marocaine
- Serge Berdugo (né en 1937 à Meknes), avocat et homme politique marocain
- David Amar, ex président du grand groupe ONA, vice-président du CA de Solocal et ancien président de la communauté juive marocaine[70].
- Frères Botbol, artistes chanteurs[71]
- Edmond Amran Elmaleh, écrivain, journaliste et politologue
- Gad Elmaleh (né en 1972 à Casablanca), humoriste marocain
- Haïm Zafrani, historien
- Edmond Elalouf, (né en 1930 à Fès), cofondateur du Musée d'Art et d'Histoire du JudaÏsme (MAHJ), Président de l'ECUJE.
- Serge Haroche (né en 1944 à Casablanca d'un père juif marocain), prix Nobel de physique.

### Personnalités juives marocaines antisionistes
- Sion Assidon[72] (né en 1948 à Safi), militant politique marocain
- Edmond Amran El Maleh[73] (1917 à Safi - 2010 à Rabat), écrivain et intellectuel marocain
- Abraham Serfaty[74] (1926 à Casablanca - 2010 à Marrakech), militant indépendantiste et politique marocain, opposant à Hassan II

### Personnalités françaises d'origine juive marocaine

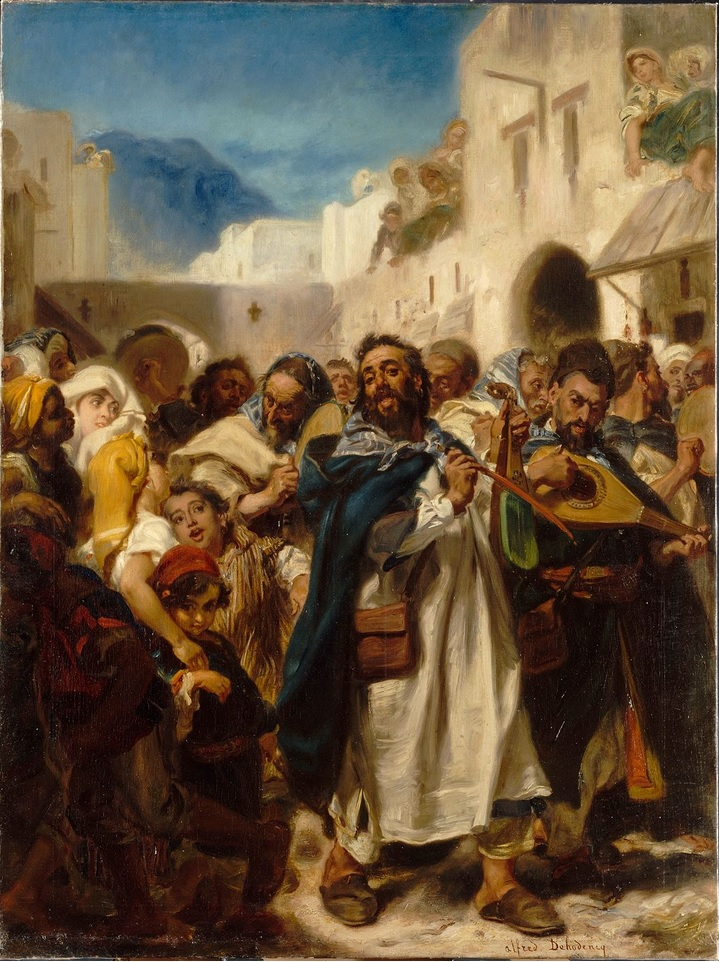
Fête juive à Tétouan, A. Dehodencq (1865)

- Jacques Essebag, dit Arthur (né en 1966 à Casablanca), animateur télé français
- Audrey Azoulay (née en 1972 à Paris), fille d'André Azoulay, haute fonctionnaire française, ancienne ministre de la Culture et directrice générale de l'Unesco
- Valérie Bénaïm (née en 1969 à Casablanca), chroniqueuse et animatrice française
- Albert Cohen, producteur français
- Joël Haroche, éditeur et romancier
- Serge Haroche (né en 1944 à Casablanca), physicien français, prix Nobel de physique en 2012
- Raphaël, chanteur dont la famille est d'origine marocaine
- Élie Semoun naît à Paris le 16 octobre 1963 dans une famille juive marocaine, acteur et humoriste. Son père, Paul Semhoun (23 février 1932-12 septembre 2020), est originaire de la ville marocaine de Taza.

### Personnalités israéliennes d'origine marocaine
- Reuven Abergel (né en 1943 à Rabat), créateur du mouvement des Panthères noires en Israël
- Shlomo Amar[75] (né en 1948 à Casablanca), ancien grand rabbin séfarade d'Israël
- Moran Atias, mannequin et actrice
- Hanna Azoulay Hasfari, réalisatrice[76]
- Arie Dery (né en 1952 à Meknès), ministre de l'Intérieur et président du parti religieux sépharade Shass
- Ronit Elkabetz, actrice israélienne
- Yehuda Lancry (né en 1947 à Petitjean - Sidi Kesem), ancien ambassadeur d'Israël en France
- David Lévy (né en 1937 à Rabat), homme politique du Likoud et ancien ministre
- Amir Peretz (né en 1952 à Bejaâd), ancien chef du Parti travailliste

### Autres personnalités étrangères d'origine juive marocaine
- Baruj Benacerraf, médecin américano-vénézuélien, prix Nobel de médecine en 1980
- Marc Lasry (né le 23 septembre 1959) est un milliardaire américain et homme d'affaires.

## Études génétiques
Des récentes études génétiques ont été effectuées sur les différentes populations juives mondiales, mais les historiens ne se sont pas encore prononcés pour en tirer des conclusions sur l’origine de ces populations.
Une étude génétique encore plus récente de 2012, a démontré que les Juifs du Maroc sont très proches des autres populations juives et plus particulièrement des Juifs algériens et sépharades, cette dernière proximité indiquerait une origine commune remontant à l'expulsion des Juifs d'Espagne et plus ancienne encore avec le reste de la diaspora juive.

## Galerie

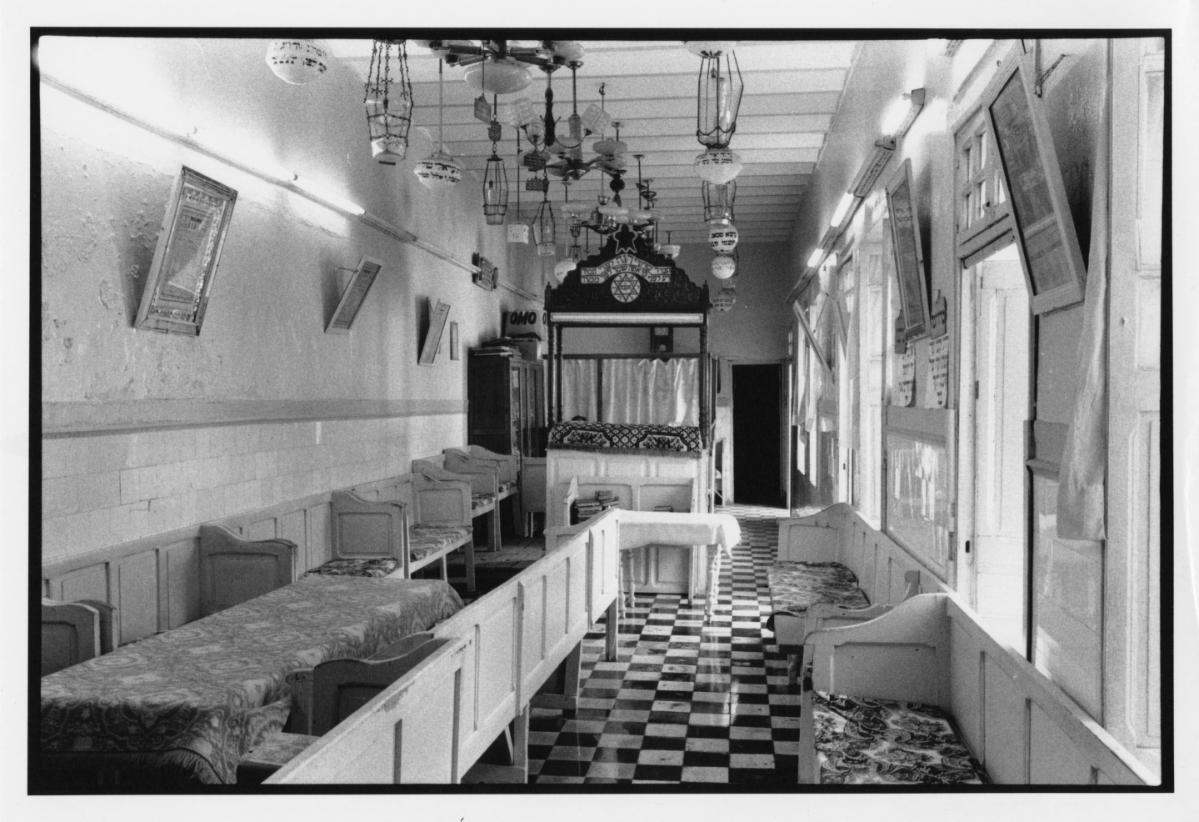
Au Talmud Torah de Meknès, 1989-94
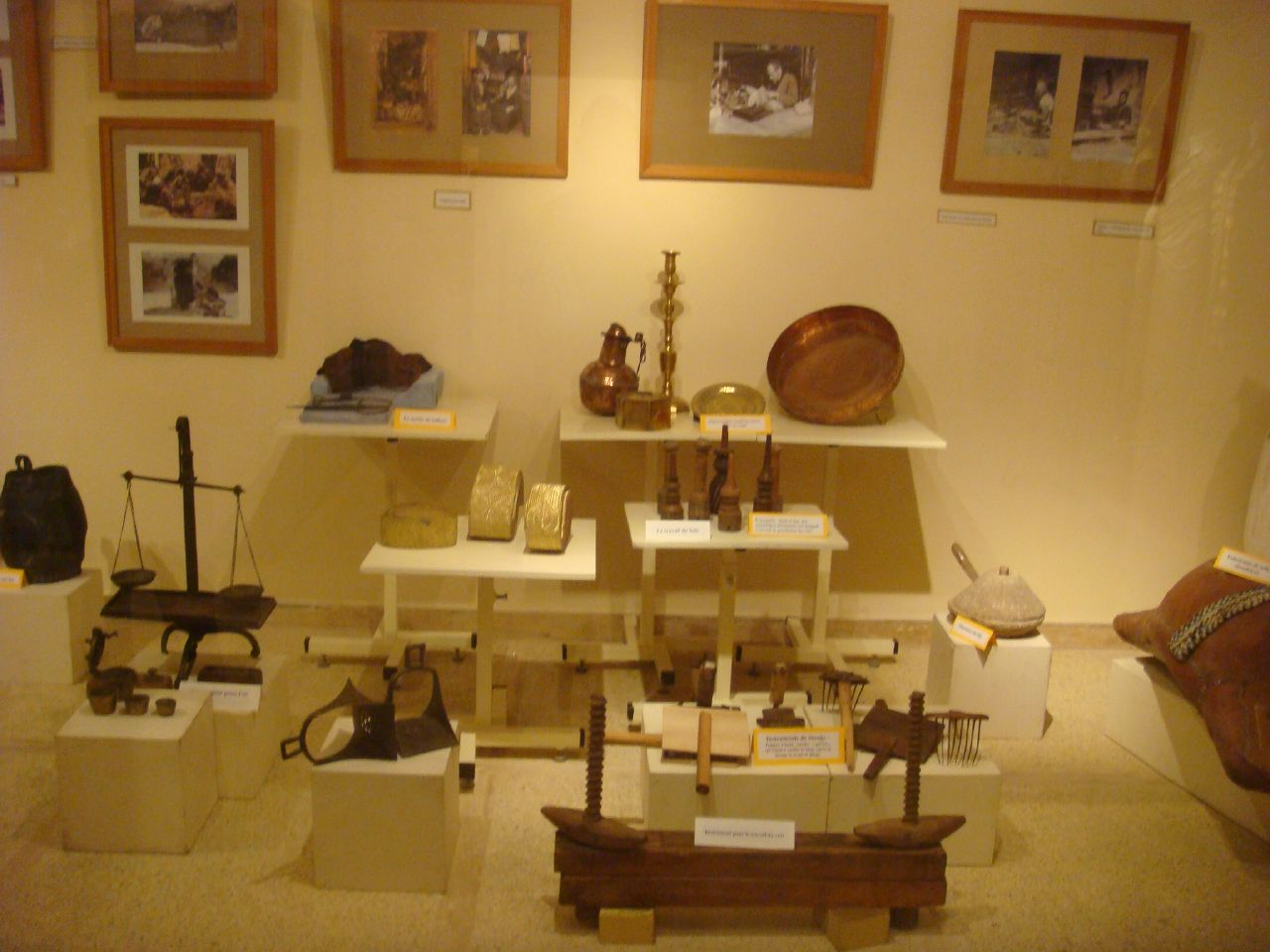
Musée du Judaïsme marocain à Casablanca.
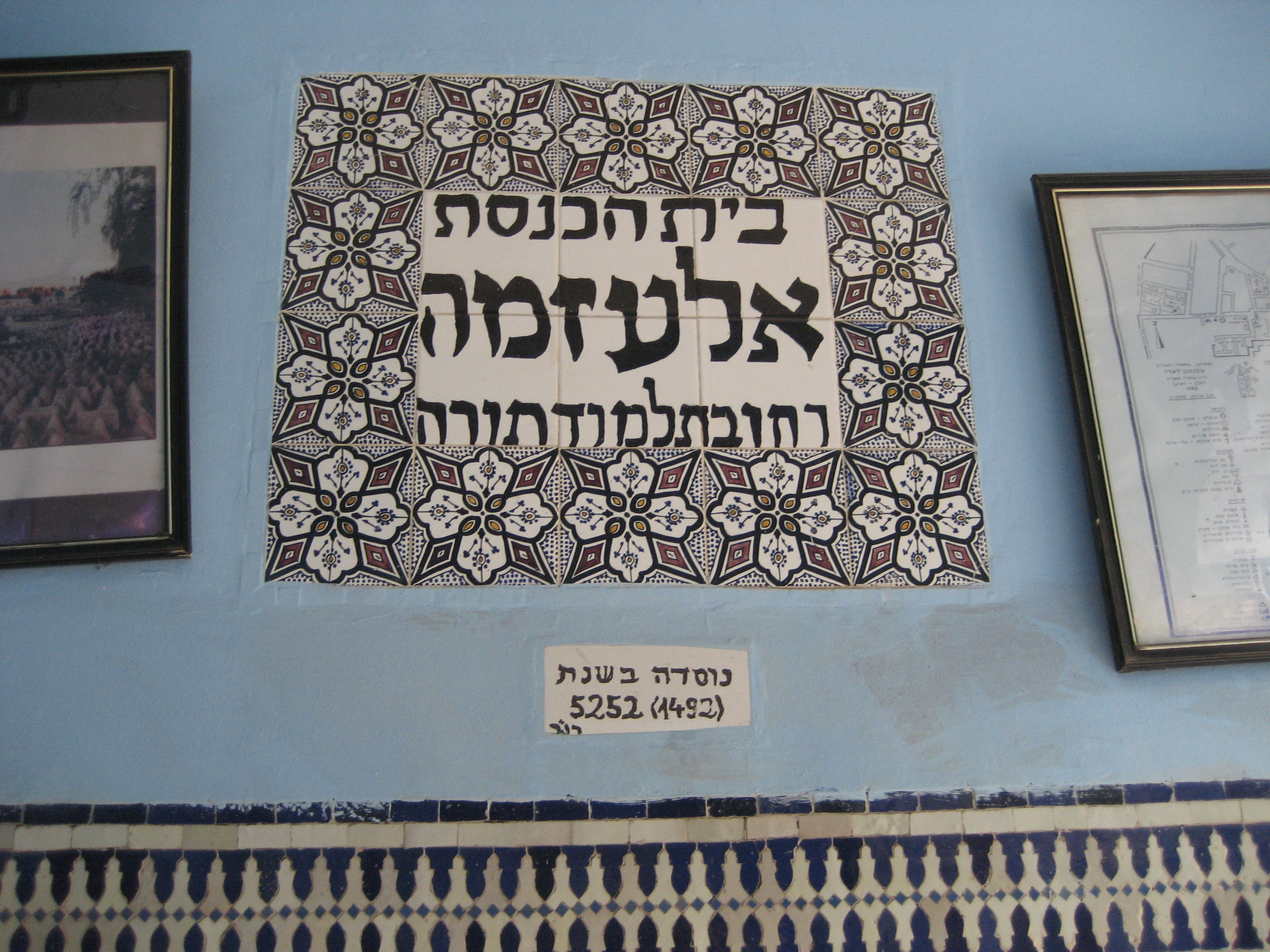
Entrée de la synagogue de Marrakech.
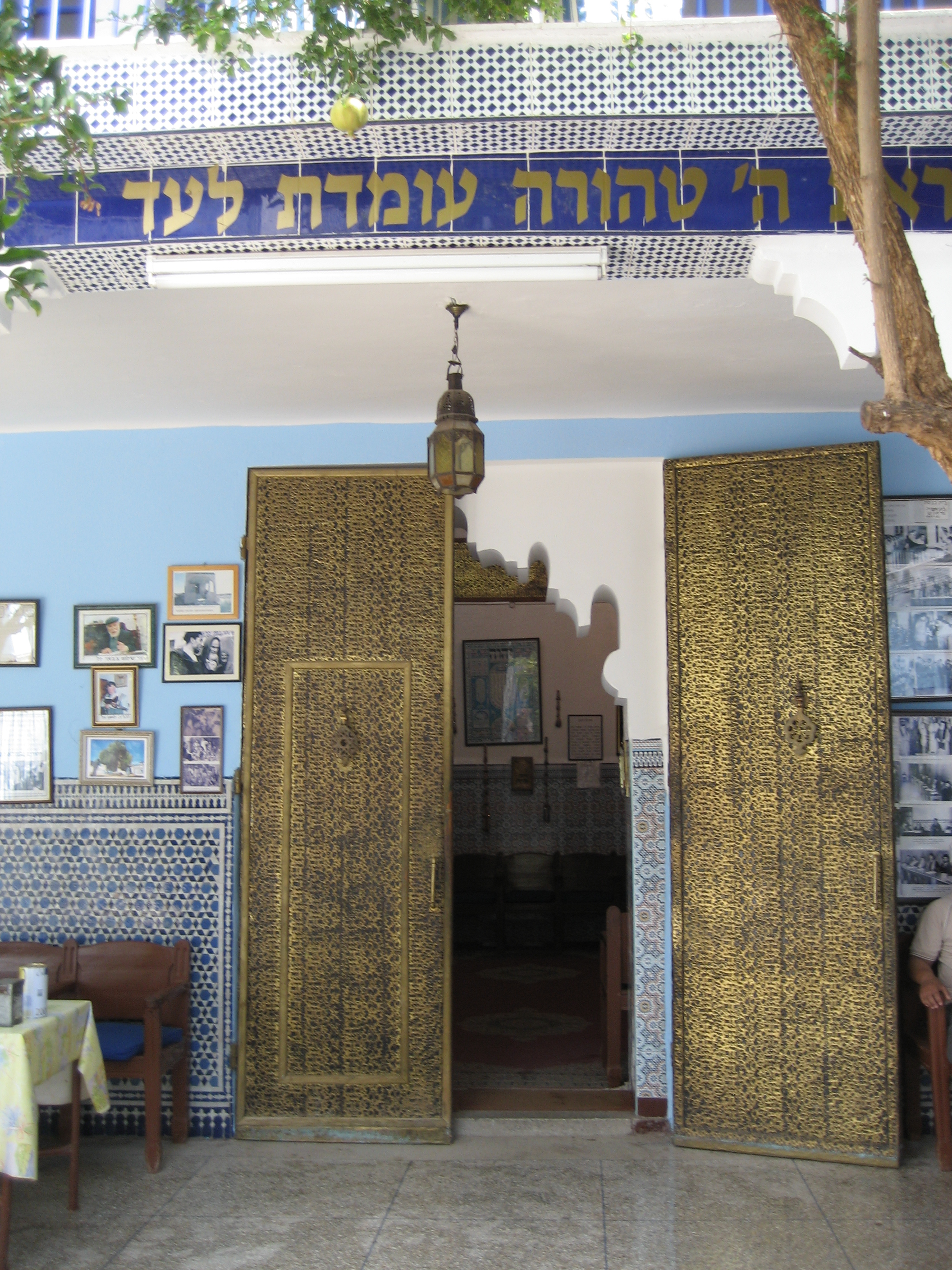
Synagogue de Marrakech.
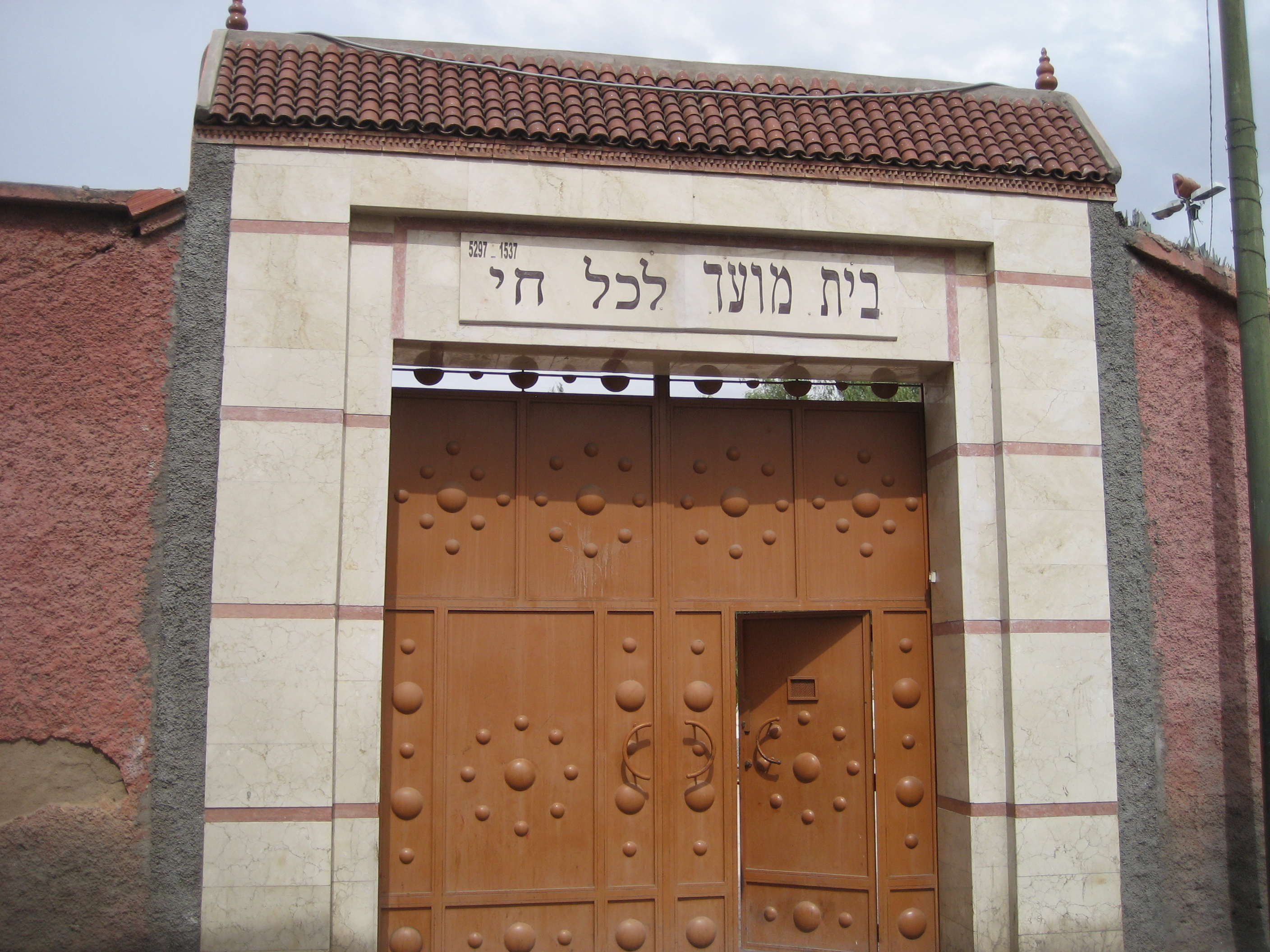
Entrée du cimetière juif de Marrakech.
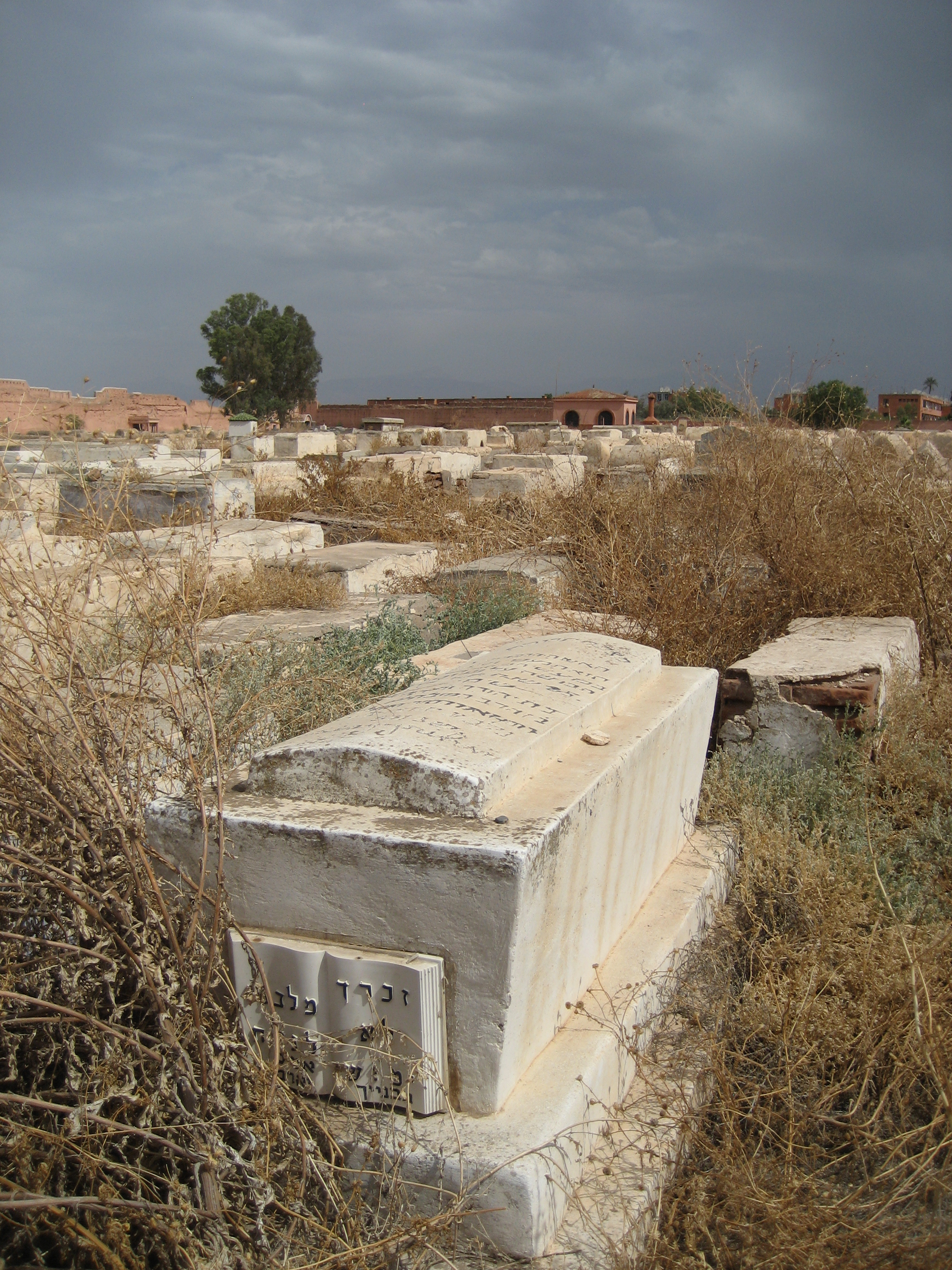
Cimetière juif de Marrakech.
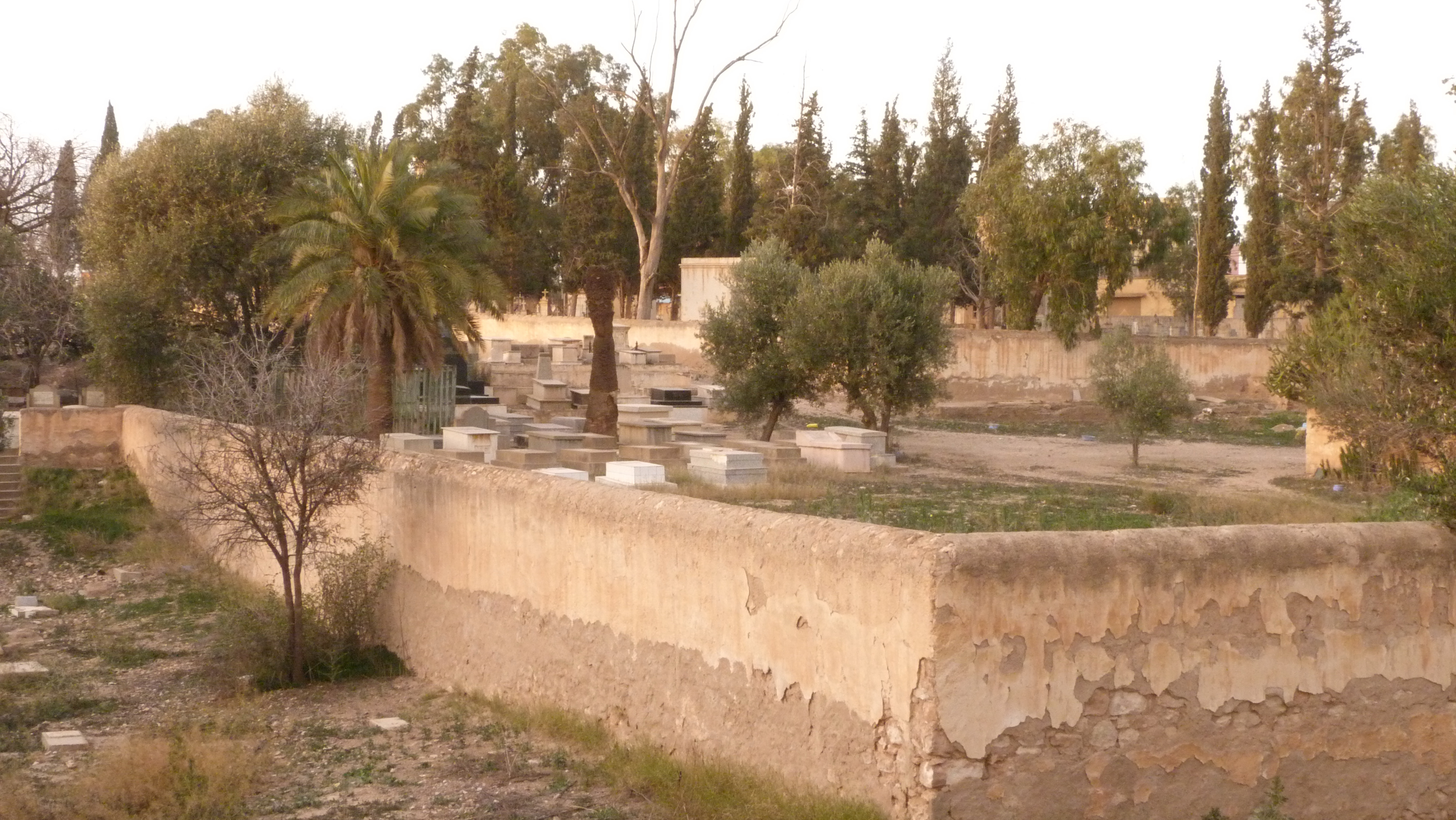
Cimetière juif de Oujda

### Expositions
- « Juifs du Maroc. Photographies de Jean Besancenot 1934-1937 », Musée d'art et d'histoire du judaïsme, Paris, 2021, .

#### Ouvrages
- Mohamed El Haddaoui, La Musique judéo-marocaine : Un patrimoine en partage, Casablanca, La Croisée des chemins, 2014, 101 p. (ISBN 978-9954-1-0460-6 et 9954104607, OCLC 88219963)
- Paul B. Fenton et David G. Littman, L'exil au Maghreb, la condition juive sous l'Islam. 1148-1912, Presse de l'université Paris-Sorbonne, 2010, 792 p. (ISBN 978-2840507253)
- Serge Berdugo, « La communauté marocaine : communauté matricielle et diasporas », dans Frédéric Abécassis, Karima Dirèche et Rita Aouad (dir.), La Bienvenue et l'Adieu : Migrants juifs et musulmans au Maghreb (XVe – XXe siècle), t. 3, Rabat, Centre Jacques Berque, 2012 (ISBN 9791092046144, lire en ligne), p. 7-14 Éd. papier des trois tomes : Casablanca/Paris, La Croisée des chemins/Karthala, 2012  (ISBN 2811106065, 9782811106065, 9954103651, 9789954103654, 9789954103661, 995410366X, 9789954103678 et 9954103678) (OCLC 793999094).
- Sydney S. Corcos, « La communauté juive de Mogador-Essaouira : Immigrations et émigrations, recherche généalogique et onomastique », dans Frédéric Abécassis, Karima Dirèche et Rita Aouad (dir.), La bienvenue et l’adieu numéro volume=3, Migrants juifs et musulmans au Maghreb (XVe – XXe siècle), Casablanca, Centre Jacques-Berque, 2012, 123-156 p. (ISBN 9791092046144, lire en ligne)
- David Bensoussan, Il était une fois le Maroc : Témoignages du passé judéo-marocain, Bloomington (Indiana), iUniverse, 2012, 620 p. (ISBN 978-1-4759-2608-8 et 1-4759-2608-1, OCLC 794709167, lire en ligne) [aperçu en ligne] 1re éd. : Montréal, Éditions du Lys, 2010  (ISBN 9782922505214 et 2922505219) (OCLC 610211412) ; Prix Haïm Zafrani récompensant une œuvre littéraire en langue française 2012[78].
- « Juifs et chrétiens sous les Almohades », dans Michel Abitbol, Histoire du Maroc, Paris, Perrin, 2009 [détail de l’édition], p. 109-113
- « En marge de la société coloniale : les juifs du Maroc sous le protectorat », dans Michel Abitbol, Histoire du Maroc, Paris, Perrin, 2009 [détail de l’édition], p. 470-485
- Hanania Alain Amar et Guy Vernay, Le Statut personnel des juifs au Maroc : Droit et Pouvoir (Essai suivi de Conseil de famille (drame en trois actes), Paris, L'Harmattan, 2009, 116 p. (ISBN 978-2-296-10817-2 et 2296108172, OCLC 472166480, BNF 42105845, lire en ligne) [aperçu en ligne]
- Mark R. Cohen (trad. de l'anglais par Jean-Pierre Ricard), Sous le croissant et sous la croix : Les Juifs au Moyen Âge [« Under Crescent and Cross »], Paris, Le Seuil, coll. « Univers historique », 2008, 447 p. (ISBN 978-2-02-081579-6 et 2020815796, OCLC 468958298, BNF 41321798)
- « La communauté juive » et « Les santons juifs », dans Ignace Dalle, Maroc : Histoire, Société, Culture, Paris, Éditions La Découverte, coll. « Poche » (no 328), 2010 (1re éd. 2007), 223 p. (ISBN 978-2-7071-6522-0 et 2707165220, OCLC 717016093), p. 164-167
- Shmuel Trigano (dir.), Le Monde sépharade, vol. 1 : Histoire, Paris, Le Seuil, 2006, 1004 p. (ISBN 2-02-041417-1, 9782020414173 et 2020869926, OCLC 613540446, BNF 40946609)
- Shmuel Trigano (dir.), Le Monde sépharade, vol. 2 : Civilisation, Paris, Le Seuil, 2006, 812 p. (ISBN 2-02-086993-4, 9782020869935 et 2020414171, OCLC 162222260, BNF 40946609)
- Robert Assaraf, Une certaine histoire moderne des juifs du Maroc : 1860-1999, Paris, Gawsewitch, 2005, 824 p. (ISBN 2-35013-005-3 et 9782350130057, OCLC 57636942, BNF 39913104)
- Hanania Alain Amar, Une jeunesse juive au Maroc, Paris, L’Harmattan, coll. « Mémoires du XXe siècle », 2001, 279 p. (ISBN 2-7475-1610-5 et 9782747516105, OCLC 52347824, BNF 37717263) [aperçu en ligne]
- Jacques Taïeb, Sociétés juives du Maghreb moderne (1500-1900) : Un monde en mouvement, Paris, Maisonneuve et Larose, 2000, 223 p. (ISBN 2-7068-1467-5 et 9782706814679, OCLC 248041866, BNF 37200700)
- Nina Banon (préf. André Goldenberg), Pèlerinages, Rites et Traditions des juifs du Maroc, Casablanca, s.n., 2010 (1re éd. 1998), 189 p. (OCLC 792760439) Présentation : Samira Ezzel, « Sur la trace des traditions juives », Le Matin, Casablanca,‎ 18-19 juin 2011 (lire en ligne [PDF]).
- Haïm Zafrani, Juifs d'Andalousie et du Maghreb, Paris, Maisonneuve et Larose, 1996 (réimpr. 2002), 437 p. (ISBN 2-7068-1204-4 et 9782706812040, OCLC 35016061, BNF 37488343)
- Jacques Dahan, Regard d’un juif marocain sur l’histoire contemporaine de son pays : De l'avènement de Sa Majesté le sultan Sidi Mohammed ben Youssef au dénouement du complot d'Oufkir (1927-1972), Paris, L’Harmattan, 1995, 175 p. (ISBN 2-7384-3727-3 et 9782738437273, OCLC 782245462, BNF 35795804, lire en ligne) [aperçu en ligne]
- Haïm Zafrani, Juifs d’Andalousie et du Maghreb, Paris, Maisonneuve et Larose, 1996 (réimpr. 2002), 437 p. (ISBN 2-7068-1204-4 et 9782706812040, OCLC 35016061, BNF 37488343)
- Haïm Zafrani, Deux mille ans de vie juive au Maroc : histoire et culture, religion et magie, Paris/Casablanca, Maisonneuve et Larose/Eddif, 1995, 325 p. (ISBN 2-7068-1330-X, 9782706813306 et 9981090182, OCLC 41505905) [aperçu en ligne]
- Armand Lévy, Il était une fois les Juifs marocains : Témoignage et Histoire de la vie quotidienne, Paris, L'Harmattan, coll. « Comprendre le Moyen-Orient », 1995, 232 p. (ISBN 2-7384-3536-X et 9782738435361, OCLC 464387213, BNF 35789395, lire en ligne) [aperçu en ligne]
- André Chouraqui, Histoire des juifs en Afrique du Nord, Paris, Hachette, 1985, 620 p. (ISBN 2-01-011533-3 et 9782010115332, OCLC 13222368, BNF 34843023)  2e éd. : Monaco, Éditions du Rocher, 1998, 2 tomes  (ISBN 2268031063, 9782268031064, 2268031055 et 9782268031057) (OCLC 490896106).
- Sarah Leibovici, Chronique des juifs de Tétouan : 1860-1896, Paris, Maisonneuve et Larose, coll. « Judaïsme en terre d'Islam » (no 3), 1984, 327 p. (ISBN 2-7068-0865-9 et 9782706808654, OCLC 13094672, BNF 34771830)
- Victor Malka, La Mémoire brisée des juifs du Maroc, Paris, Entente, 1978, 126 p. (ISBN 2-7266-0032-8 et 9782726600320, OCLC 432570660, BNF 34600385)
- Moïse Rahmani, L'exode oublié. Juifs des pays arabes, Bruxelles, Raphaël, 2003, présentation en ligne
- (en)Issachar Ben-Ami, Saint veneration among the Jews in Morocco (La vénération des saints chez les Juifs au Maroc), Wayne State University Press, 1998.  (ISBN 9780814321980)

#### Articles
Presse historique
- Mouna Lahrech, « Vie quotidienne : Le Maroc des juifs d'autrefois », Zamane, Casablanca, no 54,‎ mai 2015, p. 84-86 [introduction en ligne]
- « Dossier : Maroc, terre juive », Zamane, Casablanca, no 30,‎ mai 2013, p. 38-60 :
  - « Introduction », p. 38-39 [lire en ligne] ;
  - Abdellah Tourabi, « Judaïsme marocain, une présence millénaire », p. 40-41 [lire en ligne] :
  - Jamaâ Baïda, « Sidi Mohammed ben Youssef et les lois antijuives », p. 42-45 ;
  - Maâti Monjib, « Souvenirs de l'antijudaïsme », p. 46-47 ;
  - Mohammed Hatimi, « Le sionisme au mellah », p. 48-49 ;
  - Ruth Grosrichard, « Femme juive et droits de l'Homme », p. 50-53 ;
  - Sami Lakmari, « La Terre promise… aux saints », p. 54-55 ;
  - Hassan Aourid, « Le Maroc raconté par ses juifs », p. 56-57 ;
  - Sami Lakhmari (propos d'André Azoulay recueillis par), « “Je suis vieux de 3 000 ans, en tant que juif marocain” », p. 58-59 ;
  - « Glossaire », p. 60.

- « Le Maroc, une exception ? », p. 52-57, dans Ruth Grosrichard, « Dossier : Les Arabes, Hitler et la Shoah », Zamane, Casablanca, no 12,‎ octobre 2011, p. 38-59
- « L'Univers israélite » du 9 janvier 1931 sur la communauté d'Agadir. Lire en ligne

Presse généraliste
- « Maroc : un attachement réciproque », dans Frank Nouma, « Juifs et musulmans : trois cas, trois écoles », Jeune Afrique, Paris,‎ 4 novembre 2013 (lire en ligne)
- J. K., « Les juifs marocains, protégés des sultans », dans Collectif, Les Alaouites, Mohammed VI : Une dynastie, un règne, Casablanca, L'Économiste, juillet-août 2009, 96 p. (présentation en ligne, lire en ligne [PDF]), p. 20
- Ruth Grosrichard, « Le juif en nous. Au cœur de l’identité marocaine », Telquel, Casablanca,‎ du 22 au 28 novembre 2008 (lire en ligne)  — article sur l’histoire des relations entre juifs et musulmans au Maroc et sur la place de la judaïté dans le Royaume.
- Jaouad Mdidech, « Plus que 5 000 juifs au Maroc contre 300 000 en 1948 », La Vie éco, Casablanca,‎ 11 mai 2007 (lire en ligne)

Autre
- Chantal Bordes-Benayoun, « Les territoires de la diaspora judéo-marocaine postcoloniale », Diasporas : Histoire et Sociétés, Toulouse, Université de Toulouse-Le Mirail (Laboratoire Diasporas), no 1 « Terres promises, terres rêvées »,‎ 2002, p. 99-112 (lire en ligne)
- Ruth Tolédano Attias, « L'antisémitisme au Maroc du début du xxe siècle. Une mémoire ignorée », Pardès, vol. 34, no. 1, 2003, p. 61-73, lire en ligne

### Filmographie
- « Le quotidien des juifs au Maroc » [vidéo], sur Zamane.ma  — documentaire en hébreu sur la vie des juifs dans les mellahs au XXe siècle.
- Le réalisateur marocain Hassan Ben Jelloun (1950-) relate dans son film Fine Machi Moshe (2007, Où vas-tu Moshé ?) le départ des Judéo-Marocains vers Israël.
- Kamal Hachkar, Tinghir-Jérusalem : Les Échos du mellah, 2011 Version écourtée du documentaire diffusée par la chaîne de télévision publique marocaine 2M — coproductrice avec Les Films d'un jour et Berbère TV — le 8 avril 2012, dans l'émission Des histoires et des hommes.
Présentation : Ruth Grosrichard, « Tinghir-Jérusalem, retour sur images », sur Le Huffington Post, 29 juin 2012 ; cet article, dont l'auteur franco-marocain est professeur de langue et de civilisation arabes à Sciences Po Paris, a été publié à l'origine dans Zamane (no 20, juin 2012, p. 94-95) et reproduit avec son autorisation par Le Huffington Post.
- Tahar Abdellaoui[79], De Rabat à Al Qods, 2015  — Documentaire considéré par son auteur comme « un voyage […] à travers l'histoire et le présent pour traiter de la relation des Marocains avec la Palestine »[72].
- Simone Bitton (1955-), Ziyara[80],[81]